# Protesty przeciwko zaostrzeniu przepisów dotyczących aborcji w Polsce (2020–2021)
Protesty przeciwko zaostrzeniu przepisów dotyczących aborcji w Polsce – masowe, antyrządowe protesty społeczne, które rozpoczęły się w Polsce po wyroku wydanym 22 października 2020 przez Trybunał Konstytucyjny, który orzekł, że możliwość aborcji z powodu ciężkiego i nieodwracalnego upośledzenia płodu albo nieuleczalnej choroby zagrażającej jego życiu jest niezgodna z konstytucją.
Protesty odbyły się w kilkuset miastach w Polsce i w ponad stu miastach poza polskimi granicami. Manifestujący stosowali m.in. blokady w ruchu drogowym. 28 października policja odnotowała w całym kraju 410 protestów, w których uczestniczyło ponad 430 tys. osób. W samym Wielkim Marszu na Warszawę 30 października wzięło udział ok. 100 tys. osób. Były to największe demonstracje w Polsce od czasu przemian ustrojowych w 1989 roku, a w ocenie niektórych komentatorów najliczniejsze protesty uliczne w historii Polski.
Na protestach wznoszono hasła przeciwko rządzącej partii Prawo i Sprawiedliwość oraz antyrządowe, postulujące poszanowanie praw kobiet (w tym prawa do legalnej aborcji, którego Ogólnopolski Strajk Kobiet domagał się „bez kompromisów”), antyklerykalne (opowiadające się za rozdziałem Kościoła od państwa), a także antykatolickie.
Protestowano m.in. pod siedzibą Trybunału Konstytucyjnego, pod lokalnymi siedzibami PiS, pod domem prezesa PiS Jarosława Kaczyńskiego na Żoliborzu, pod Sejmem, a także w kościołach oraz przed rezydencjami biskupów, jako że polski episkopat poparł decyzję o zaostrzeniu prawa aborcyjnego.
Protesty były szeroko komentowane w mediach międzynarodowych, a w Polsce wzbudziły ożywioną debatę na temat stanu prawnego określającego możliwość przerywania ciąży. W badaniach opinii publicznej przeprowadzonych w przeciągu miesiąca od wybuchu protestów, większość respondentów była przeciwna decyzji Trybunału Konstytucyjnego, wyrażała poparcie dla protestów (w zależności od badania popierało je 54–70% osób), a odpowiedzialnością za wywołanie konfliktu obarczała rząd.

## Tło
W Polsce od lat 90. XX wieku obowiązuje jedno z najbardziej restrykcyjnych w Europie ustawodawstw w kwestii przerywania ciąży. Na restrykcyjny charakter polskiego prawa w kwestii aborcji niejednokrotnie wskazywały organy traktatowe ONZ w swoich uwagach, kierowanych do rządu polskiego w latach 1997–2007. Na mocy ustawy z 7 stycznia 1993 o planowaniu rodziny, ochronie płodu ludzkiego i warunkach dopuszczalności przerywania ciąży – tzw. kompromisu aborcyjnego – legalna aborcja dopuszczalna jest jedynie w trzech przypadkach: gdy ciąża stanowi zagrożenie dla życia lub zdrowia kobiety, gdy badania prenatalne lub inne przesłanki medyczne wskazują na duże prawdopodobieństwo ciężkiego i nieodwracalnego upośledzenia płodu albo nieuleczalnej choroby zagrażającej jego życiu oraz gdy zachodzi uzasadnione podejrzenie, że ciąża powstała w wyniku czynu zabronionego.
Jesienią 2019 stu dziewiętnastu posłanek i posłów PiS, Konfederacji i PSL–Kukiz’15 złożyło do Trybunału Konstytucyjnego wniosek o zbadanie zgodności z konstytucją przepisów dotyczących przerywania ciąży ze względu na duże prawdopodobieństwo ciężkich i nieuleczalnych wad płodu. Przesłanka ta stanowi podstawę dokonywania 97% legalnych aborcji w Polsce – zgodnie z danymi przedstawionymi przez Ministerstwo Zdrowia, w 2019 na 1110 przerwanych legalnie ciąż 1074 było spowodowane ciężkimi i nieodwracalnymi wadami płodu.
Protesty przeciwko zaostrzeniu prawa aborcyjnego odbyły się w kwietniu 2020 w Warszawie, Gdańsku, Bytomiu, Szczecinie i Opolu.
19 października 2020, w geście solidarności z polskimi kobietami, 111 europarlamentarzystów wystosowało apel do Sejmu, który był uczestnikiem postępowania przed TK. Europarlamentarzyści w swojej odezwie zawarli też „poważne obawy wyrażone przez cały Parlament i Komisję Europejską dotyczące respektowania praworządności w Polsce”, w zakresie funkcjonowania obecnego Trybunału Konstytucyjnego z nieprawomocnie wybranymi sędziami.

## Wyrok Trybunału Konstytucyjnego

### Kontrola Trybunału Konstytucyjnego przez Prawo i Sprawiedliwość
Według szeregu komentatorów orzekający w tej sprawie Trybunał Konstytucyjny jest kontrolowany przez rządzącą partię Prawo i Sprawiedliwość.

### Wyrok Trybunału Konstytucyjnego z 22 października 2020
22 października 2020 Trybunał Konstytucyjny w składzie: Julia Przyłębska – przewodnicząca, Zbigniew Jędrzejewski, Leon Kieres, Mariusz Muszyński, Krystyna Pawłowicz, Stanisław Piotrowicz, Justyn Piskorski – sprawozdawca, Piotr Pszczółkowski, Bartłomiej Sochański, Jakub Stelina, Wojciech Sych, Michał Warciński, Jarosław Wyrembak uznał za niezgodny z konstytucją przepis dopuszczający aborcję z powodu ciężkiego i nieodwracalnego upośledzenia płodu albo nieuleczalnej choroby zagrażającej jego życiu. Orzeczenie zapadło większością głosów. Sędziowie Leon Kieres oraz Piotr Pszczółkowski złożyli do wyroku zdania odrębne.

### Reakcje na wyrok Trybunału Konstytucyjnego

#### Podważenie legalności wyroku Trybunału Konstytucyjnego
W związku z wątpliwościami w zakresie konstytucyjności procesu powołania części sędziów Trybunału Konstytucyjnego oraz konstytucyjności powołania prezesa TK Julii Przyłębskiej, szereg ekspertów z zakresu prawa konstytucyjnego oraz instytucji prawniczych zarzuciło wyrokowi Trybunału Konstytucyjnego z 22 października 2020 wady prawne, lub w ogóle zakwestionowało jego legalność.
Helsińska Fundacja Praw Człowieka w swoim stanowisku 22 października 2020 stwierdziła, że „tak zwane orzeczenie Trybunału Konstytucyjnego stanowi bezprecedensowy atak na prawa kobiet, prawa rodziny i wolność jednostki od nieludzkiego i poniżającego traktowania”, a „w świetle prawa decyzja podjęta przez Trybunał w tak ukształtowanym składzie nie jest w istocie orzeczeniem”. Organizacja wezwała sędziów i lekarzy o niebranie pod uwagę orzeczenia Trybunału Konstytucyjnego w sprawie niedopuszczalności aborcji z przesłanki embriopatologicznej. Zdaniem fundacji stwierdzenie niekonstytucyjności przesłanki embriopatologicznej „przyczyni się do zwiększenia w Polsce podziemia aborcyjnego oraz turystyki aborcyjnej”, a „Trybunał [Konstytucyjny] podjął próbę zmuszenia kobiet i ich rodzin do bohaterstwa i wyrzeczeń”.
Zespół ekspertów ds. kontroli konstytucyjności prawa przy Marszałku Senatu pod przewodnictwem prof. Marka Chmaja wydał w sprawie orzeczenia TK z 22 października 2020 ekspertyzę prawną, w której stwierdzono że:
- w wydaniu wyroku brały udział 3 osoby niebędące sędziami TK, a więc skład TK był sprzeczny z przepisami prawa[88];
- w wydaniu wyroku brała udział sędzia Krystyna Pawłowicz, należąca do grupy posłów, którzy podpisali analogiczny wniosek inicjujący postępowanie w sprawie K 13/17, a tym samym podlegała wyłączeniu jako iudex suspectus[88];
- przewodnicząca składu orzekającego, sędzia Julia Przyłębska, nie miała umocowania do kierowania działaniem i pracami TK, w tym do przewodniczenia TK, gdy ten orzeka w pełnym składzie dlatego, że powołanie sędzi Julii Przyłębskiej na Prezesa TK było niezgodne z Konstytucją[88];
- Komisja Ustawodawcza Sejmu w ogóle nie wydała opinii w sprawie K 1/20, a więc stanowisko zaprezentowane zarówno w piśmie złożonym do TK 19 października 2020 r., jak i ustnie na rozprawie, nie było stanowiskiem Sejmu[88];
- w związku z powyższym zachodzi nieważność postępowania w sprawie K 1/20, a wyrok wydany 22 października ma charakter tzw. sententia non existens – wyroku nieistniejącego[88];
- odpowiadając na pytanie będące przedmiotem ekspertyzy: „czy rzeczywiście art. 4a ust. 1 pkt 2 ustawy jest niezgodny z art. 38 w związku z art. 30 w związku z art. 31 ust 3. Konstytucji RP”, przeprowadzone rozważania pozwalają na jednoznaczne stwierdzenie, że nie zachodzi niezgodność tego przepisu z art. 38 w związku z art. 30 w związku z art. 31 ust 3 Konstytucji RP[88];
- rozstrzygnięcie TK w sprawie K 1/20 nie powinno zostać ogłoszone w Dzienniku Ustaw RP, ponieważ nie stanowi ono orzeczenia TK w rozumieniu art. 190 Konstytucji RP, brak ogłoszenia nie będzie stanowił naruszenia Konstytucji RP[88];
- w razie, gdyby wyrok TK w sprawie K 1/20 został ogłoszony i wszedł w życie, a próba nowelizacji ustawy o planowaniu rodziny, ochronie płodu ludzkiego i warunkach dopuszczalności przerywania ciąży skończyła się niepowodzeniem, sądy w oparciu o rozproszoną kontrolę konstytucyjności prawa powinny odmawiać uznawania mocy wiążącej wyroku TK w sprawie K 1/20[88].

Stowarzyszenie Sędziów Polskich „Iustitia” opublikowało stanowisko stwierdzające, że „rozstrzygnięcia Trybunału wydane z udziałem dublerów nie tylko nie posiadają mocy prawnej, ale są też nieuznawane przez społeczeństwo. Nie do zaakceptowania jest sytuacja, w której obywatele pozbawieni są ochrony prawnej, a politycy przy pomocy opanowanych przez siebie najważniejszych instytucji państwowych, stawiają się ponad prawem”.
W ocenie prezesa Naczelnej Rady Adwokackiej Jacka Treli „z punktu widzenia prawnika wyrok TK jest wadliwy zarówno formalnie, jak i merytorycznie”, a orzeczenie wydane przy udziale tzw. „sędziów-dublerów” nie istnieje, „podobnie jak inne wydane z udziałem choćby jednego dublera” (nazwa „sędziowie-dublerzy” ma podkreślać „ich brak umocowania do sprawowania funkcji sędziego”).
Wojciech Hermeliński, sędzia Trybunału Konstytucyjnego w stanie spoczynku, wskazał na fakt, że Krystyna Pawłowicz była jednym z wnioskodawców wniosku o zbadanie zgodności z Konstytucją wykonywania aborcji z przyczyn embriopatologicznych. Była jednocześnie stroną postępowania i uczestniczyła w wydaniu wyroku. Stanowiło to podstawę do wyłączenia jej z orzekania w tej sprawie.
Grupa czternastu prawników z Zespołu Ekspertów Prawnych Fundacji im. Stefana Batorego w sprawie rozstrzygnięcia Trybunału Konstytucyjnego dotyczącego aborcji wydało stanowisko, w którym oświadczyli, że „omawiane rozstrzygnięcie TK obarczone jest istotnymi wadami prawnymi”, w tym przede wszystkim:
- TK orzekał w pełnym składzie, a w wydaniu rozstrzygnięcia brały udział osoby wybrane przez Sejm VIII kadencji na uprzednio obsadzone już prawidłowo stanowiska sędziowskie, a więc osoby, które nie mogą w TK orzekać. Dotyczy to Mariusza Muszyńskiego, Jarosława Wyrembaka i Justyna Piskorskiego, sprawozdawcy w sprawie K 1/20. Osoby te są nieuprawnione do rozpoznawania spraw w Trybunale Konstytucyjnym, co musi prowadzić do wniosku o nieważności postępowania w sprawie i wystąpienia tzw. wyroku nieistniejącego[91];
- składowi Trybunału przewodniczyła Julia Przyłębska, powołana na stanowisko Prezes TK w procedurze obarczonej poważnymi naruszeniami przepisów prawa[91].

#### Krytyka towarzystw naukowych
Polskie Towarzystwo Pediatryczne w oświadczeniu wystosowanym do prezesa Rady Ministrów, prezydenta oraz ministra zdrowia wyraziło sprzeciw wobec orzeczenia Trybunału Konstytucyjnego, uznając je za „szkodliwe dla zdrowia publicznego”. Według PTP, wyrok Trybunału „nie tylko nie spowoduje oczekiwanej ochrony życia dzieci, lecz wprost przeciwnie przyczyni się do wzrostu liczby nielegalnie wykonywanych niemedycznych aborcji powodując wzrost zgonów młodych kobiet w następstwie powikłań tych zabiegów”, a także ograniczy dostęp do opieki położniczej i perinatalnej „co doprowadzi do niekontrolowanego wzrostu zgonów oraz niepełnosprawności wskutek powikłań okołoporodowych matek i dzieci”.
Do wyroku Trybunału Konstytucyjnego odniósł się Komitet Bioetyki Polskiej Akademii Nauk, który negatywnie ocenił zarówno sam werdykt, jak i okoliczności, w których został on wydany. W specjalnym stanowisku stwierdzono, iż nie jest on wyrokiem „za życiem”, gdyż stwarza on „realne zagrożenie dla życia i zdrowia tysięcy kobiet”; ponadto w opinii Komitetu godzi on „w godność i autonomię kobiet i mężczyzn”, a jego konsekwencjami może być ograniczenie dostępu do badań prenatalnych oraz osłabienie zaufania obywateli do państwa. Stanowisko zostało przyjęte w drodze głosowania, w którym wzięło udział 27 członków Komitetu: „za” głosowało 25 członków, „przeciw” – 2.

#### Krytyka organizacji praw człowieka
Zdaniem Amnesty International, Human Rights Watch oraz Center for Reproductive Rights decyzja Trybunału Konstytucyjnego ws. aborcji stanowi naruszenie praw człowieka i praw reprodukcyjnych.

#### Reakcja Senatu
28 października 2020, podczas 17. posiedzenia Senatu X kadencji, połączone komisje ustawodawcza oraz praw człowieka, praworządności i petycji przedstawiły projekt uchwały w sprawie ograniczania praw obywatelskich. Stwierdzono w nim, że „Senat (…) z najwyższym niepokojem przyjmuje działania władz publicznych zmierzające do podważenia zagwarantowanych w Konstytucji zasad praworządności i neutralnego światopoglądowo charakteru (…) państwa”. Projekt jednak został odrzucony głosami senatorów Prawa i Sprawiedliwości, senatora PSL Jana Filipa Libickiego, senatora PO Władysława Komarnickiego oraz senator niezależnej Lidii Staroń.

#### Reakcje partii politycznych
Swój sprzeciw wobec orzeczenia Trybunału Konstytucyjnego wyraziły partie parlamentarne oraz pozaparlamentarne. Oficjalne stanowiska oraz inne formy sprzeciwu zostały wydane m.in. przez: koalicję Lewica (w tym oddzielnie Lewicę Razem, Sojusz Lewicy Demokratycznej, Polską Partię Socjalistyczną), Platformę Obywatelską, Partię Zieloni, Inicjatywę Polską, Nowoczesną, Polskie Stronnictwo Ludowe, Unię Europejskich Demokratów, Komunistyczną Partię Polski, Polską Lewicę, Socjaldemokrację Polską, Śląską Partię Regionalną oraz Unię Pracy. W lutym 2021 w wyniku decyzji Trybunału Konstytucyjnego Zarząd Krajowy Platformy Obywatelskiej podjął decyzję o przyjęciu tzw. Pakietu Praw Kobiet, postulującego możliwość aborcji „w wyjątkowo trudnej sytuacji osobistej” do 12. tygodnia ciąży po konsultacji z psychologiem i lekarzem, dostęp do tabletki „dzień po” bez recepty, gwarancję łatwego dostępu do bezpłatnej antykoncepcji i lekcje edukacji seksualnej w szkołach oraz zapewnienie bezpłatnych badań prenatalnych i zapewnienie stałego wsparcia finansowego i opieki medycznej w przypadku urodzenia dziecka niepełnosprawnego. Wcześniej PO do 2021 sprzeciwiała się legalizacji aborcji, opowiadając się za jej dopuszczalnością jedynie w sytuacjach opisanych w latach 1993–2020 w Ustawie z 7 stycznia 1993 r. o planowaniu rodziny, ochronie płodu ludzkiego i warunkach dopuszczalności przerywania ciąży.
Wyrok z 22 października poparli natomiast posłowie Konfederacji. Robert Winnicki podziękował sędziom Trybunału Konstytucyjnego za werdykt. 27 października kilku działaczy partii KORWiN (Artur Dziambor, Janusz Korwin-Mikke, Jacek Wilk i Dobromir Sośnierz) wydało oświadczenie, w którym postulowali legalność aborcji w przypadku wad letalnych płodu.

#### Reakcja Rzecznika Praw Obywatelskich
22 października 2020 rzecznik praw obywatelskich Adam Bodnar oświadczył, że „ewentualna zmiana przepisów antyaborcyjnych winna być poprzedzona rzetelną, publiczną debatą, podczas której zainteresowane strony będą mogły przedstawić swoje racje”.

#### Reakcja Kościoła katolickiego
Na decyzję Trybunału Konstytucyjnego przychylnie zareagował Przewodniczący Konferencji Episkopatu Polski arcybiskup Stanisław Gądecki, który określił ją mianem „epokowej zmiany prawa” i stwierdził, że przyjął ją „z wielkim uznaniem” i radością. Satysfakcję z wyroku TK wyraził także zastępca przewodniczącego Konferencji Episkopatu Polski, arcybiskup metropolita krakowski Marek Jędraszewski.

#### Reakcje w mediach międzynarodowych
Decyzja Trybunału Konstytucyjnego wywołała falę reakcji w Polsce, skomentowały ją również światowe media, m.in. BBC, The Guardian, The New York Times, CNN, Reuters, Al Jazeera, Politico, tabloid Evening Standard.

## Przebieg protestów

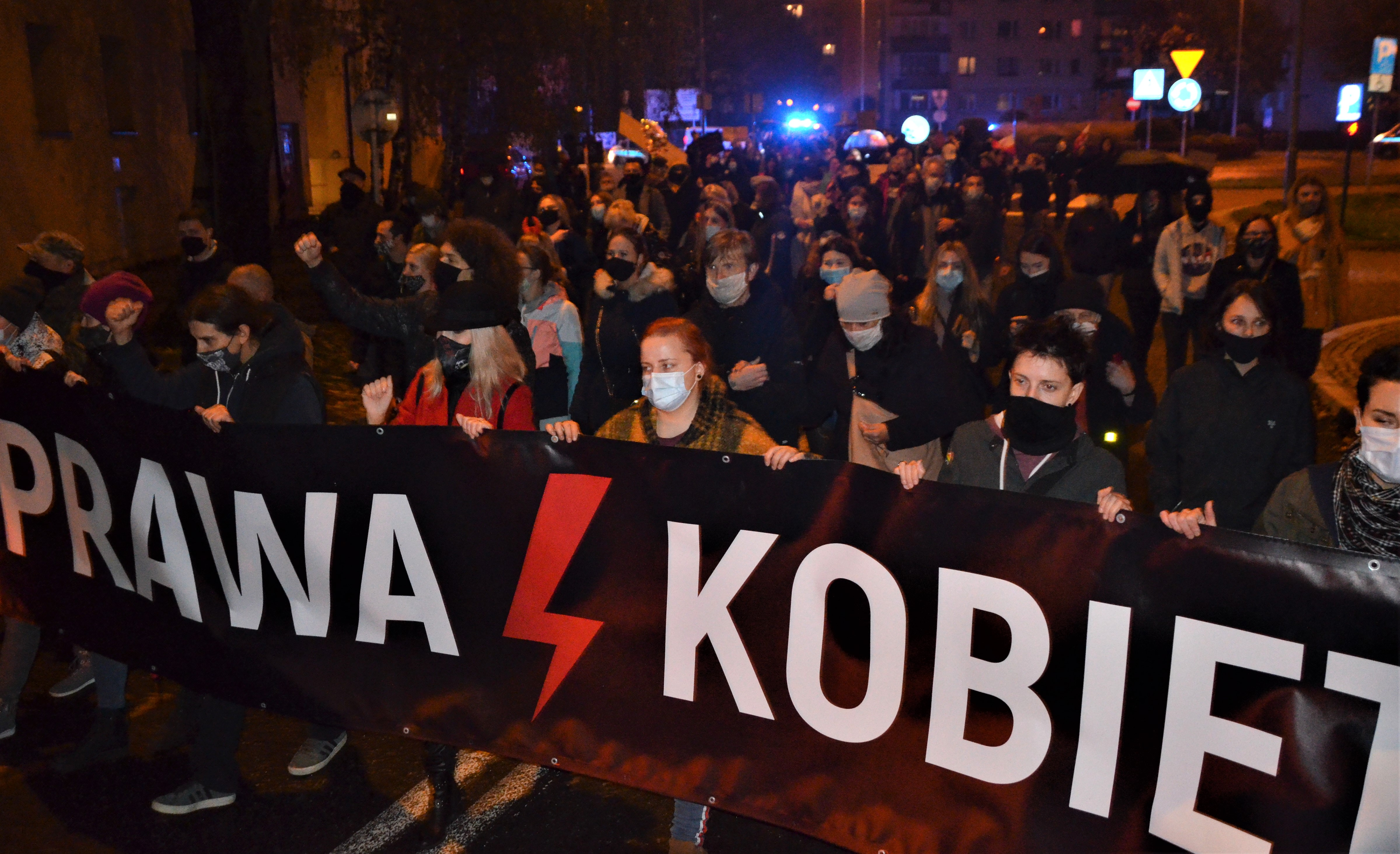
Osoby na proteście niosą baner z hasłem „Prawa kobiet”, Bielsko-Biała, 4 listopada 2020

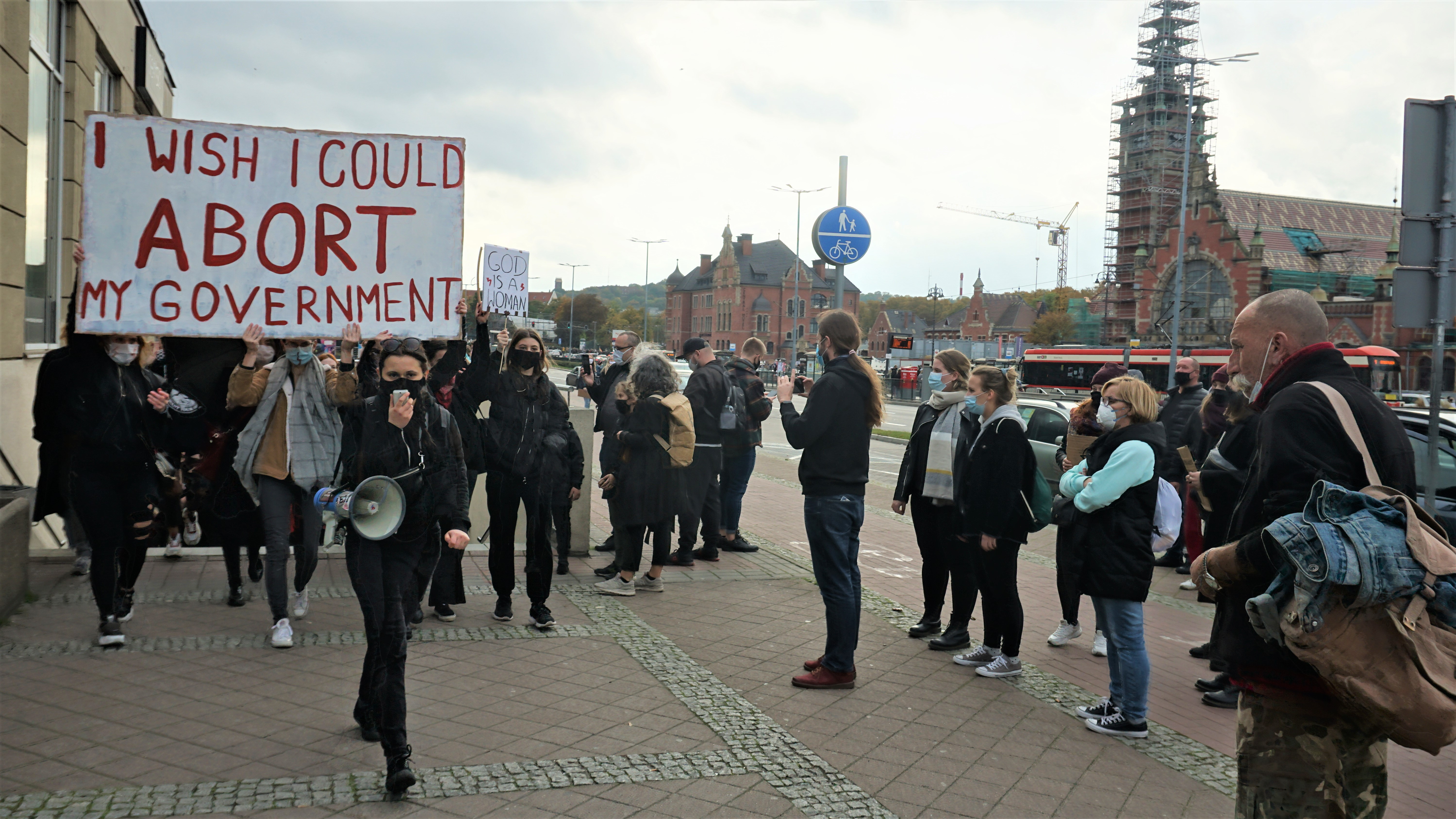
Uczestniczki protestu w Gdańsku niosą baner z hasłem „I wish I could abort my government”, Gdańsk, 24 października 2020

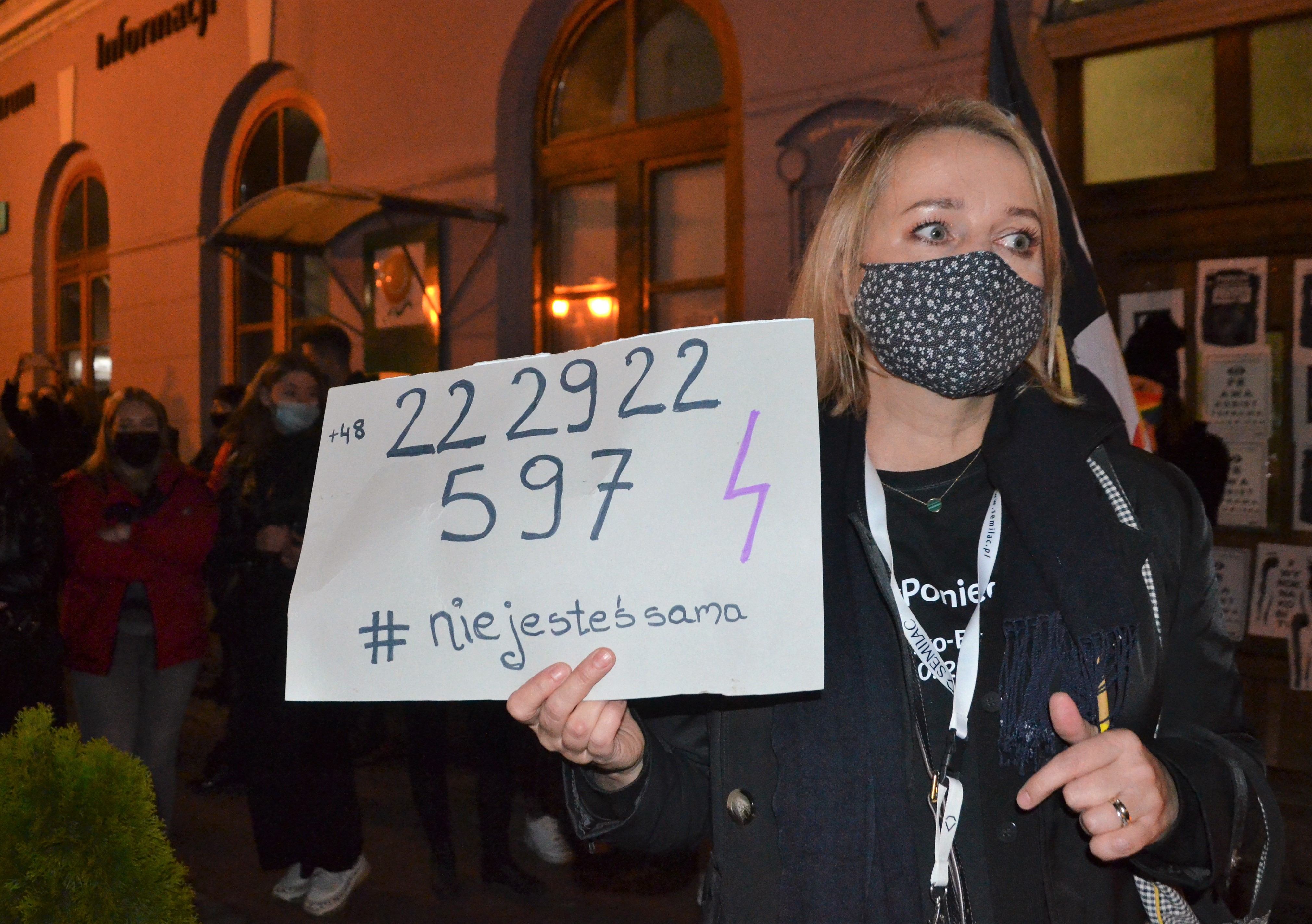
Uczestniczka protestu trzymająca kartkę z numerem Aborcji Bez Granic, inicjatywy mającej na celu „wspierać wszystkie osoby mieszkające w Polsce i potrzebujące dostępu do bezpiecznej aborcji”

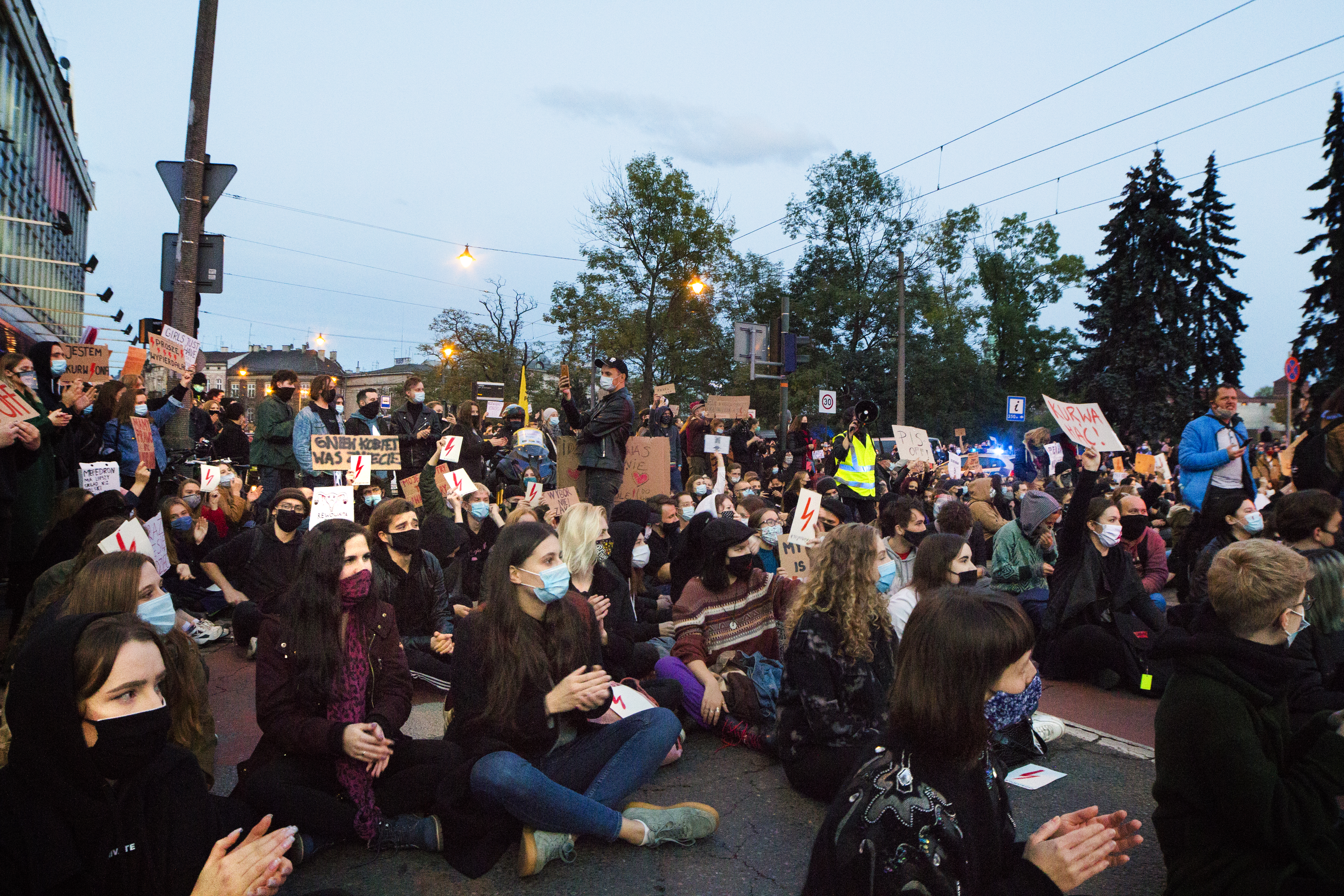
Blokada drogowa, Kraków, 26 października 2020

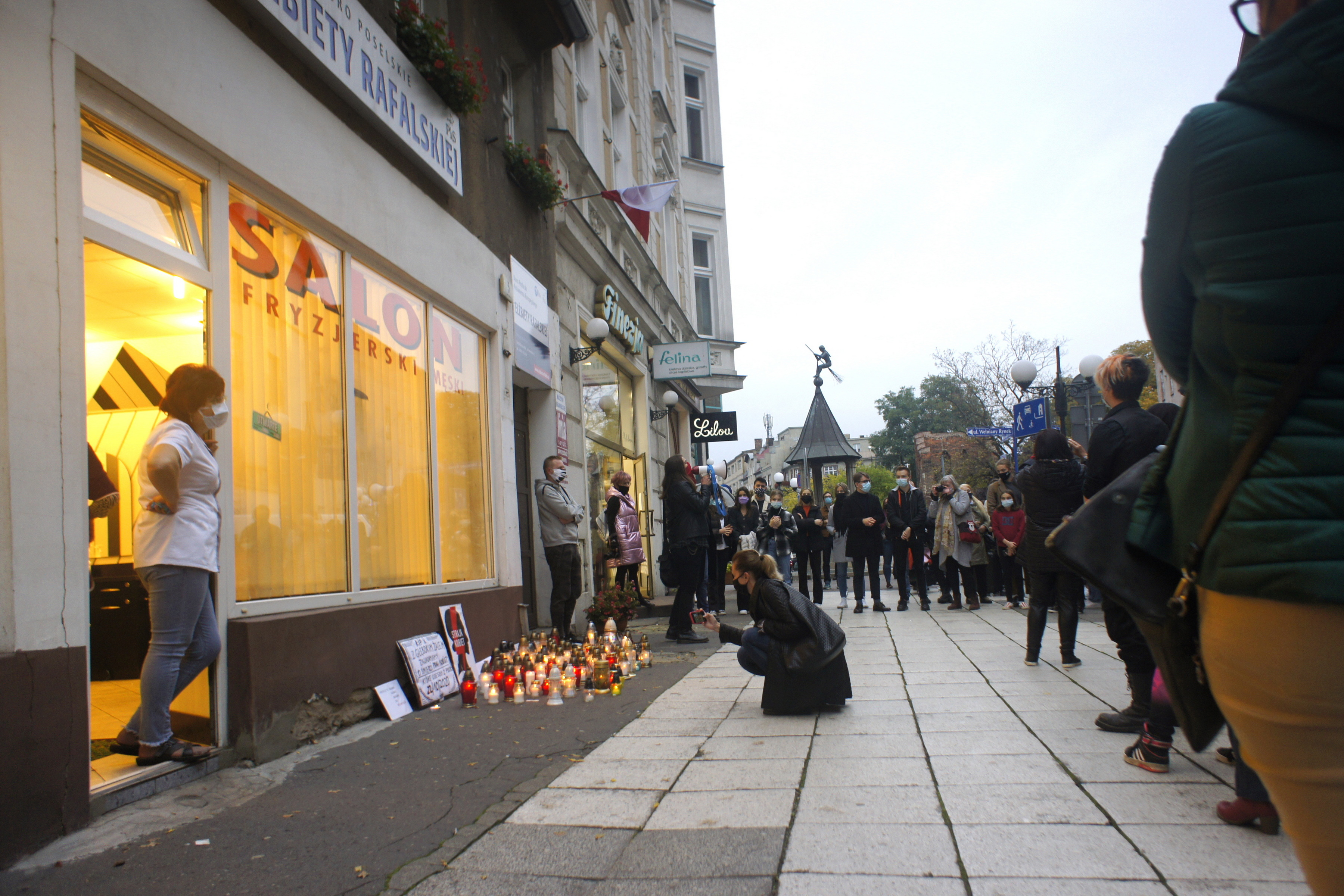
Protest przed biurem europosłanki PiS Elżbiety Rafalskiej w Gorzowie Wielkopolskim, 23 października 2020

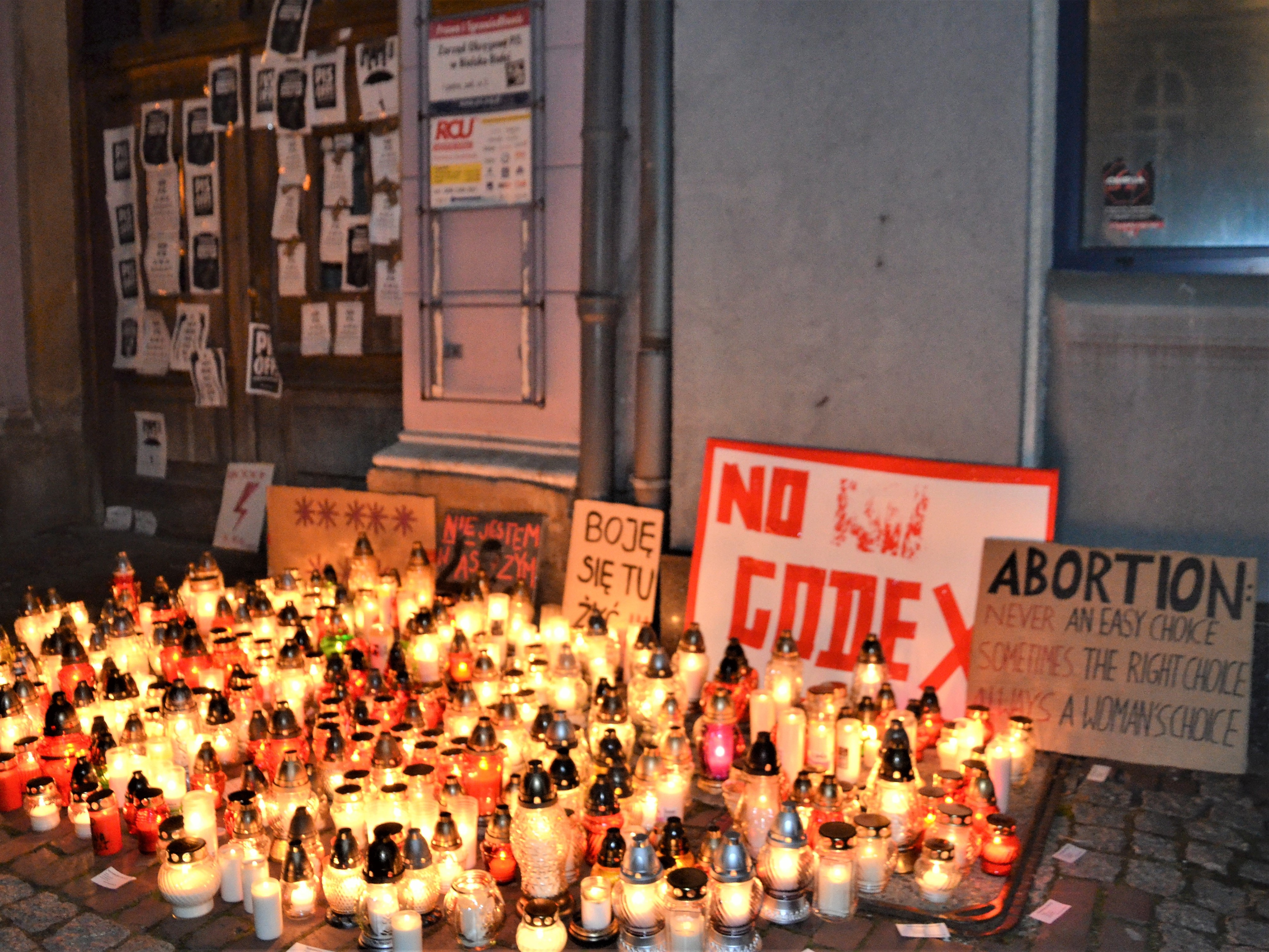
Znicze na ulicy jednego z miast podczas protestów

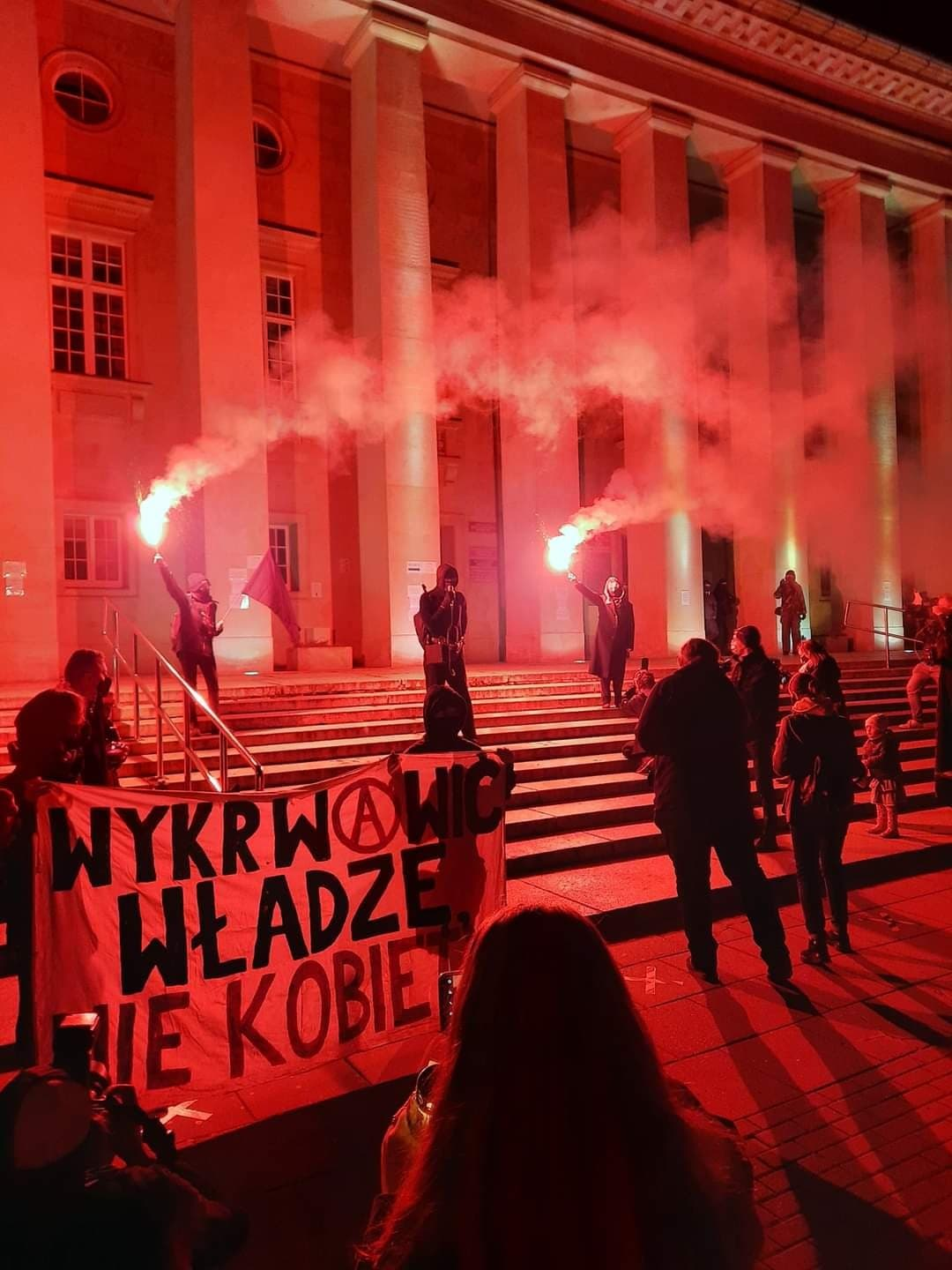
Anarchistki podczas Marszu Tysiąca Zniczy przed budynkiem Urzędu Wojewódzkiego we Wrocławiu, 3 listopada 2020.

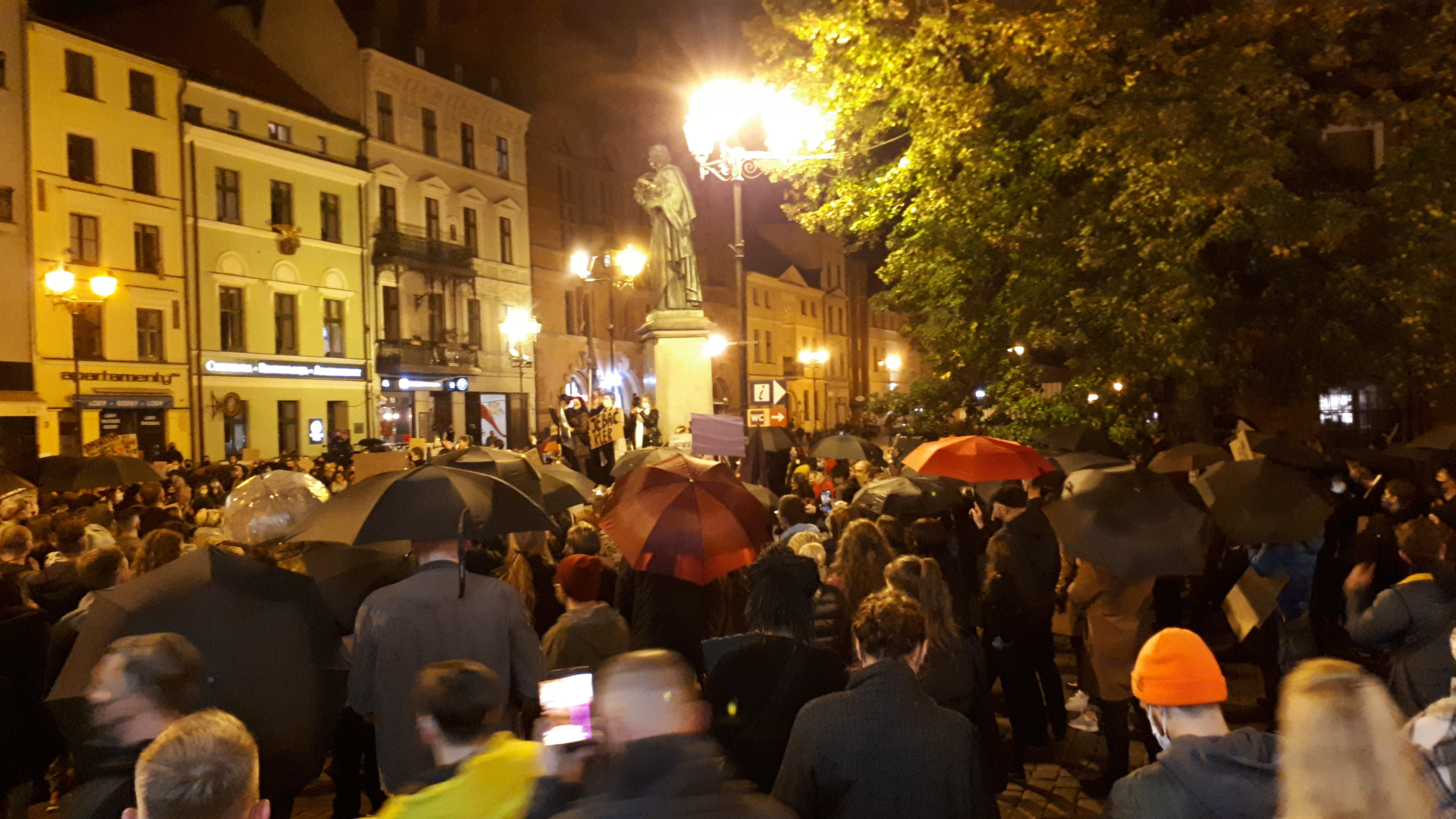
Protest mieszkańców Torunia na Rynku Staromiejskim, 24 października 2020. Widoczne czarne parasolki, które były jednym z symboli protestów

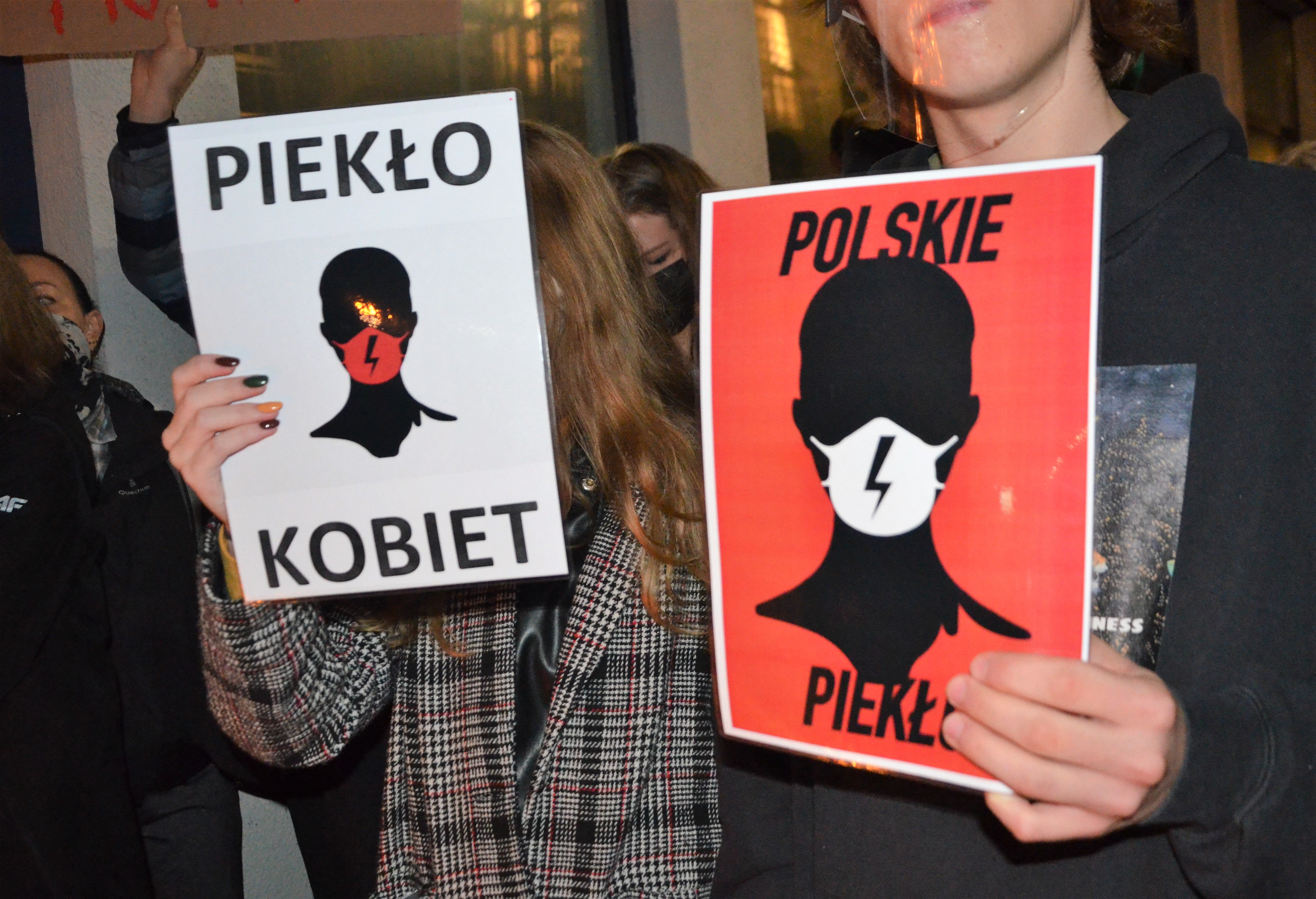
Plakaty opatrzone hasłem „Piekło kobiet”, graficznie nawiązujące do maseczek ochronnych obowiązujących w czasie pandemii

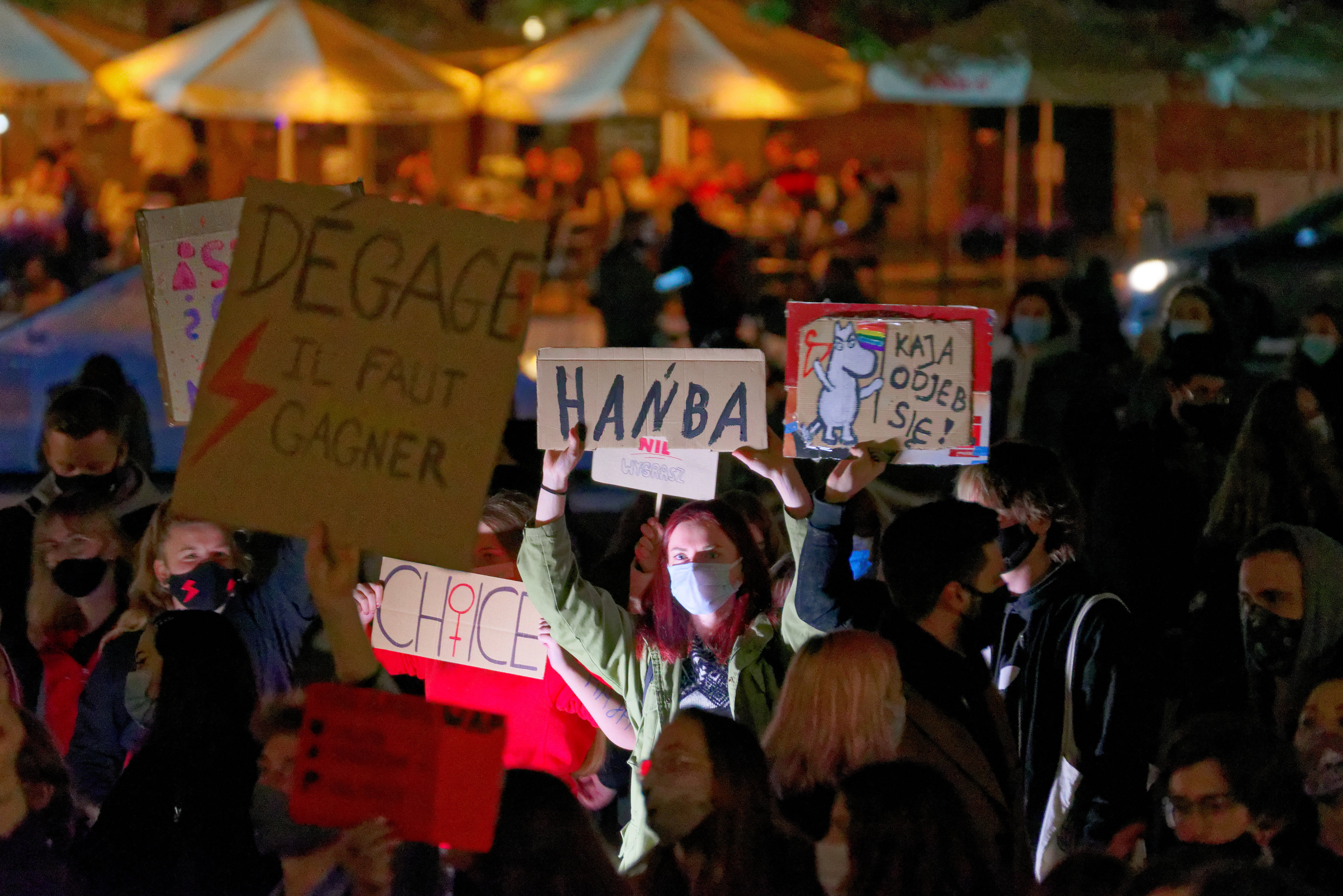
Protest w Krakowie

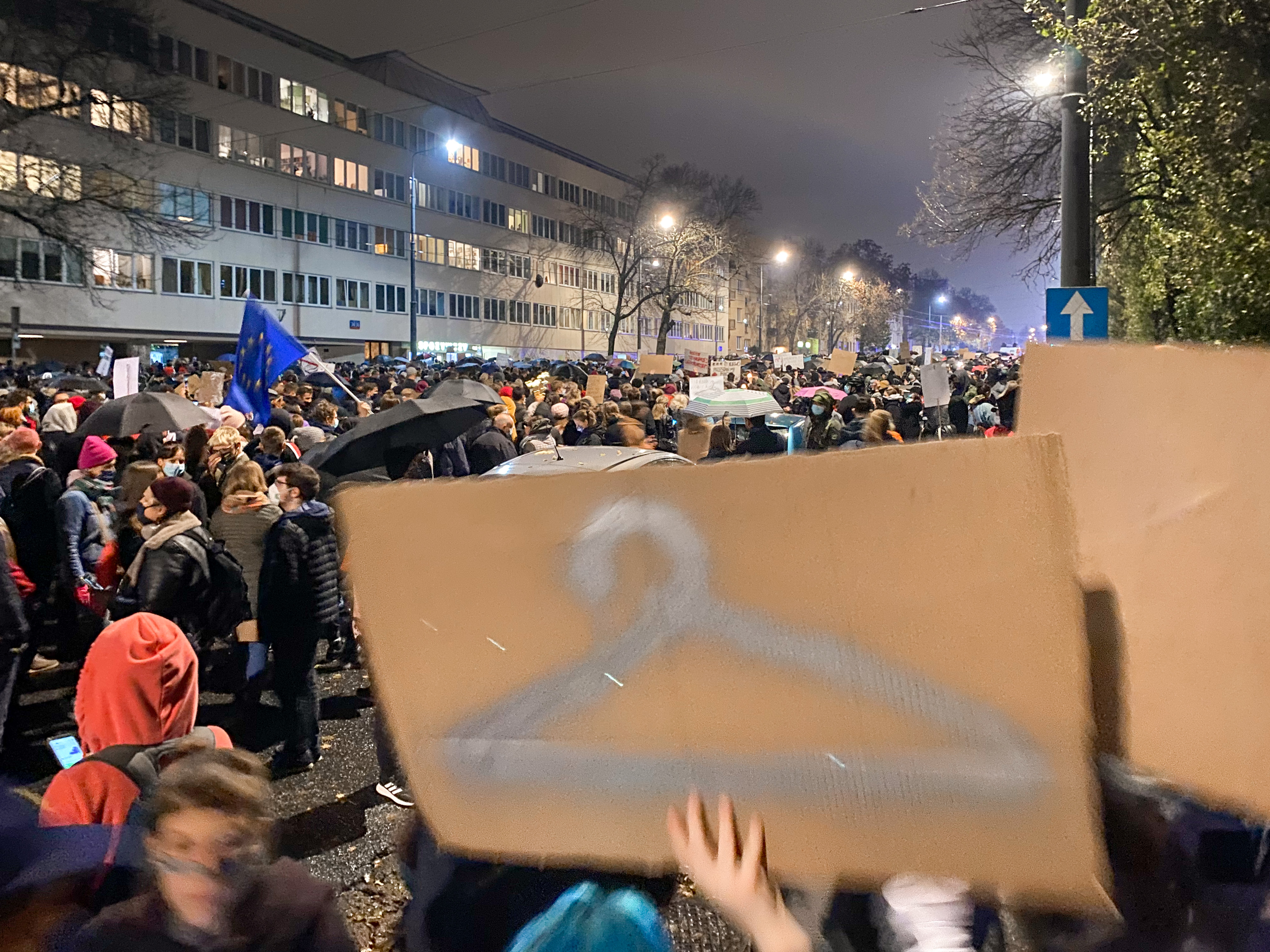
Protestujący zebrani w pobliżu domu Jarosława Kaczyńskiego w Warszawie. Na transparencie wieszak do ubrań, jeden z symboli protestu, 24 października 2020

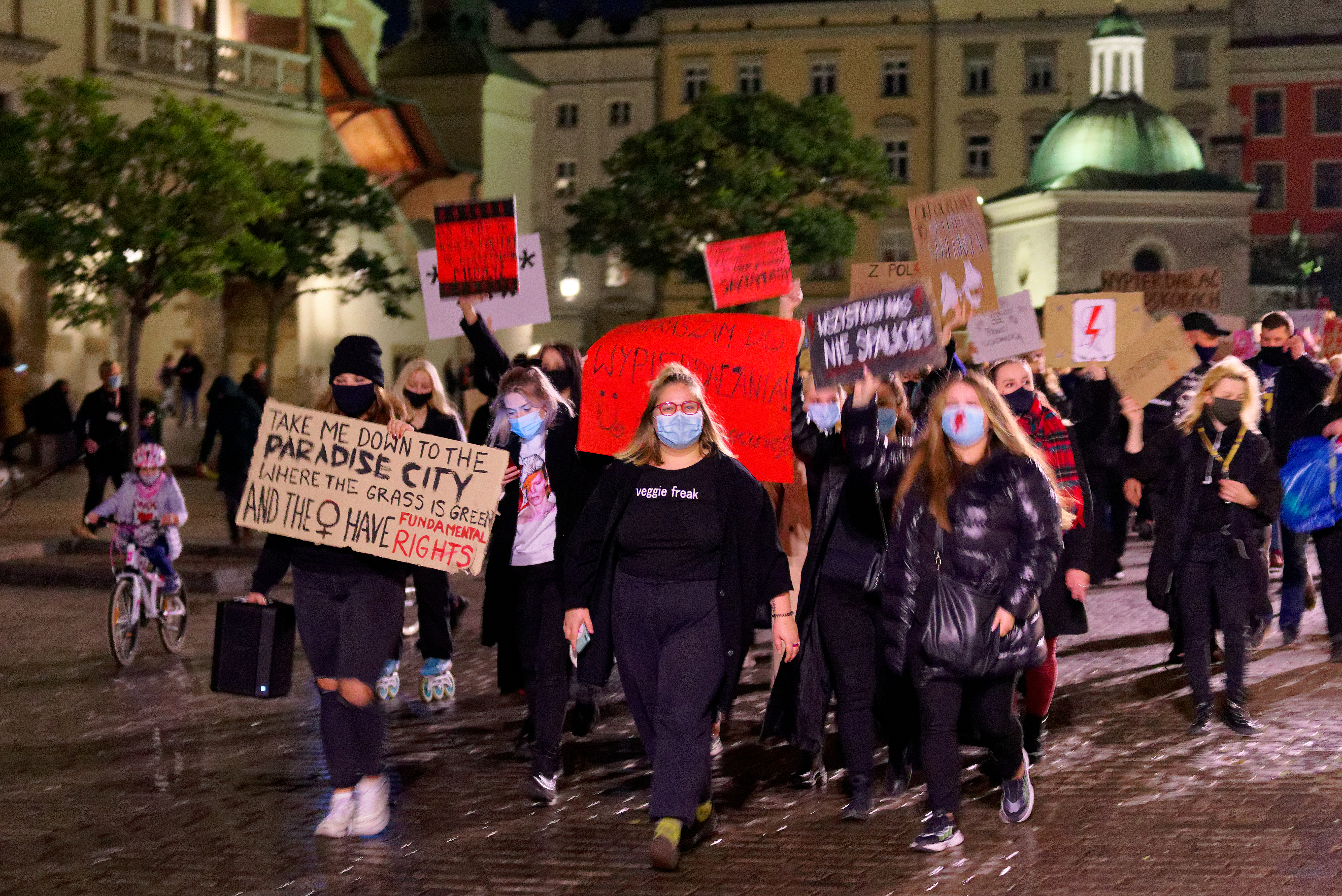
Protest w Krakowie, 27 października 2020. Transparent jednej z uczestniczek mówi, że chce żyć w miejscu, w którym kobiety mają zagwarantowane podstawowe prawa człowieka

### Pierwsza faza protestów (październik 2020)
W Warszawie 19 października 2020 odbył się protest w formie samochodowej. 21 października 2020, w przeddzień posiedzenia Trybunału Konstytucyjnego, blisko setka osób uczestniczyła w proteście zorganizowanym przez Ogólnopolski Strajk Kobiet na Rynku Głównym w Krakowie, gdzie manifestanci ustawiali się w kolejce do sklepu trzymając w dłoniach transparenty.
22 października, w dniu ogłoszenia wyroku, pod siedzibą Trybunału Konstytucyjnego odbyła się manifestacja przeciwników zaostrzenia prawa aborcyjnego. Protestujący usiłowali przejść pod dom Jarosława Kaczyńskiego na Żoliborzu. Dostęp do niego zablokowała policja, która użyła gazu wobec osób protestujących. Policja zatrzymała 15 osób. Protesty odbyły się też w Gdańsku i Krakowie.
23 października odbyły się kolejne protesty. W niektórych miastach protestujący ustawiali znicze pod hasłem „Pogrzeb praw kobiet” przed siedzibami Prawa i Sprawiedliwości. Policja podała, że tego dnia odbyło się w Polsce w sumie 91 manifestacji.
24 października 2020 policjanci zatrzymali w Katowicach biorącego udział w demonstracji posła Macieja Kopca, choć byli świadomi że posiada on immunitet poselski. Poseł został obezwładniony, skuty kajdankami i zamknięty w radiowozie. Według oświadczenia policji poseł miał atakować funkcjonariuszy, czemu Maciej Kopiec zaprzeczył, uznając deklarację policji za kłamliwą.
24 października w Gdyni w czasie protestów kibice Arki Gdynia sforsowali drzwi do biura poselskiego Marcina Horały z PiS i weszli do środka, gdzie policja użyła gazu wobec nich.
25 października miały miejsce kolejne protesty. Według OKO.press co najmniej 80% haseł wykrzykiwanych przez manifestantów zawierała wulgaryzmy, najpopularniejsze kierowane były w stosunku do Kai Godek, Krzysztofa Bosaka oraz partii Prawo i Sprawiedliwość. Policja poinformowała, że tego dnia w całym kraju odbyło się łącznie 226 demonstracji.
W niedzielę 25 października miały miejsce protesty przed i w kościołach, pod hasłem „Słowo na niedzielę”. Takie protesty miały miejsce m.in. przed bazyliką Świętego Krzyża w Warszawie. Na murach kościołów pojawiały się napisy, takie jak: „Aborcja jest ok”, „Piekło kobiet”, „Aborcja bez granic”, „Moje ciało ≠ Twoja Religia” oraz plakaty przedstawiające ukrzyżowaną ciężarną kobietę i hasłem „Twoja wina, twoja wina, twoja bardzo wielka wina”. Według danych policji odnotowano w sumie 22 protesty w czasie mszy oraz 79 uszkodzeń poprzez napisy na elewacjach kościołów (w tym zabytkowych), a w sprawach tych zatrzymano blisko 80 osób. Protestujący przerywali msze, a na tacę wrzucali fałszywe banknoty.
25 października 2020 w czasie mszy w kościele św. Jakuba w Toruniu w milczeniu zaprotestowała wraz z mężem posłanka Lewicy Joanna Scheuring-Wielgus, oboje trzymali transparenty popierające wolny wybór w kwestii przerwania ciąży. Z kolei do bazyliki archikatedralnej w Łodzi manifestujące weszły w strojach inspirowanych powieścią Opowieść podręcznej. Protestujące zostały siłą wyprowadzone z kościoła przez Młodzież Wszechpolską. Osoby w podobnych strojach pojawiły się również wcześniej w Warszawie przed siedzibą Trybunału Konstytucyjnego oraz w Brukseli przed siedzibą Parlamentu Europejskiego. Pod siedzibą Radia Maryja w Toruniu manifestujący skandowali hasła wymierzone m.in. w Tadeusza Rydzyka. W odpowiedzi na protesty w szeregu miejscowości w Polsce miały miejsce kontrmanifestacje środowisk katolickich, narodowych i antyaborcyjnych.
26 października protesty przybrały formę ogólnokrajowych blokad ulic i skrzyżowań. Policja podała, że w tym dniu w całym kraju miało miejsce ponad 350 manifestacji. Podczas blokady mostu Dębnickiego w Krakowie jedna z protestujących kobiet wykonała piosenkę do melodii Bella ciao, która była potem chętnie wykonywana na protestach w innych miastach i została ona przez niektóre media określona jako hymn protestów.
Część protestów odbyła się w formie zbiorowego przejazdu samochodami ulicami miast, polegającego na wolnej jeździe i częstym używaniu klaksonu. Takie protesty odbyły się m.in. w Trójmieście, Krakowie czy w Brodnicy i Tczewie (gdzie protest wsparli przedstawiciele „Strajku Przedsiębiorców”). 19 października 2020 pod hasłem „Ostra Jazda” odbyły się protesty samochodowe w kilku polskich miastach, organizowane przez Ogólnopolski Strajk Kobiet. W Nowym Dworze Gdańskim protest przeciwko zaostrzeniu przepisów dotyczących aborcji wsparli rolnicy. 26 października 2020 protestujący na kilka godzin zablokowali drogę krajową nr 78 pomiędzy Rybnikiem i Wodzisławiem Śląskim.
27 października odbyły się kolejne protesty, do których dołączyli również studenci szeregu uczelni. Na następny dzień zapowiadano również strajk generalny. W związku z tym niektóre uczelnie zdecydowały się zwolnić studentów z zajęć. W Warszawie dwie demonstrantki zostały potrącone przez samochód, którym kierował mężczyzna będący funkcjonariuszem Agencji Bezpieczeństwa Wewnętrznego; prokurator prokuratury rejonowej zamierzała postawić sprawcy zarzut karny, jednak prokuratura wyższego szczebla przejęła sprawę i zaistniałe zdarzenie uznała jedynie za wykroczenie.
28 października miały miejsce kolejne wielotysięczne zgromadzenia, ponadto Ogólnopolski Strajk Kobiet zainicjował strajk pod hasłem „Nie idziemy do roboty”. Komendant Główny Policji poinformował, że tego dnia w Polsce odbyło się w sumie 410 demonstracji, w których uczestniczyło ponad 430 tys. osób. Zanotowano też kilka ataków na protestujących – w tym z użyciem niebezpiecznych narzędzi oraz gazów łzawiących – dokonanych m.in. przez osoby wywodzące się ze środowisk nacjonalistycznych i prawicowych. W Warszawie protest odbył się m.in. przed siedzibą Ordo Iuris; ponadto kilkudziesięciu protestujących próbowało dostać się na teren parlamentu, gdzie odbywało się posiedzenie Sejmu.
29 października w szeregu miast Polski odbyły się kolejne manifestacje. W Warszawie miała miejsce demonstracja pod hasłem „Kobiety i LGBT-y. Razem za równością”, której uczestnicy protestowali m.in. pod budynkiem Telewizji Polskiej na placu Powstańców Warszawy; wznoszono tam hasła wymierzone m.in. w polskiego nadawcę publicznego, zarzucając mu tworzenie propagandy skierowanej przeciw kobietom oraz prorządowe nastawienie. W Kaliszu licząca kilkadziesiąt osób grupa działaczy m.in. Młodzieży Wszechpolskiej opowiadających się za restrykcyjnym prawem aborcyjnym próbowała zablokować samochodowy protest.
30 października był znów dniem licznych demonstracji, z których największa, zorganizowana przez Ogólnopolski Strajk Kobiet pod hasłem „Na Warszawę”, zgromadziła 100 tysięcy uczestników. Czerwona błyskawica (jeden z symboli protestów) została wyświetlona na fasadzie Pałacu Kultury i Nauki i była umieszczana na innych obiektach w przestrzeni publicznej. Doszło do ataków na protestujących ze strony zorganizowanych bojówek pseudokibiców i narodowców. Na Rondzie De Gaulle’a wmieszani w tłum mężczyźni wszczęli bójki, natomiast inna grupa napadła z boku. Początkowo atak miał zostać odparty przez idące w marszu osoby z symboliką antyfaszystowską, jak również innych uczestników marszu. Policja reagowała z użyciem siły fizycznej i granatów hukowych. Zatrzymano 35 osób uzbrojonych w pałki, petardy i gazy obezwładniające.
31 października w szeregu miast Polski odbyły się kolejne protesty przyjmujące różne formy. W Łodzi, Toruniu i innych miastach do protestu przyłączyli się motocykliści. W Prudniku do protestu przyłączyli się kibice piłkarscy i kierowcy. W Kędzierzynie-Koźlu protest przyjął formę halloweenową. W Warszawie, w mieszkaniu znajdującym się w bloku przy ul. Mickiewicza (w pobliżu domu Jarosława Kaczyńskiego), odbył się performance „Dziady na Mickiewicza”, nawiązujący tytułem i fabułą do dramatu autorstwa Adama Mickiewicza, do którego wpleciono elementy polityczne, a także postulaty Strajku Kobiet. W widowisku wzięli udział muzycy: Michał Szpak, Krzysztof Zalewski, Natalia Przybysz i Maria Sadowska.

### Dalsze protesty i zaostrzenie działań policji (listopad 2020)
1 listopada w całej Polsce zanotowano kolejne protesty, z których znaczna część odnosiła się do niezapowiadanej wcześniej decyzji premiera Mateusza Morawieckiego o zamknięciu od 31 października do 2 listopada 2020 cmentarzy, co dotknęło producentów i sprzedawców kwiatów. Kwiaty i znicze ustawiano pod biurami PiS w całej Polsce.
2 listopada protesty odbyły się m.in. we Wrocławiu, Bydgoszczy, Trójmieście, Szczecinie, Katowicach oraz dziesiątkach miast całej Polski. W Warszawie protestowali także przedstawiciele kultury i środowiska artystycznego poszkodowani skutkami pandemii oraz utożsamiający się z postulatami demonstrujących kobiet. Przed Sejmem złożono kwiaty i zapalono znicze, a także ustawiono „ścianę wściekłości”.
3 listopada miały miejsce kolejne demonstracje, jednak nie miały one tak dużej skali, jak protesty w dniach poprzednich. Część demonstracji odnosiła się do zapowiedzi ministra edukacji i nauki Przemysława Czarnka, dotyczącej wyciągnięcia konsekwencji wobec nauczycieli, którzy mieli zachęcać uczniów do udziału w protestach. W Warszawie policja interweniowała wobec dwojga artystów, którzy rozebrali się przed Pałacem Prezydenckim w happeningu wyrażającym poparcie dla protestów. We Wrocławiu środowiska anarchistyczne zorganizowały Marsz Tysiąca Zniczy.
4 listopada protesty odbywały się w szeregu polskich miastach, m.in. na terenie Koszalina czy Olsztyna. 5 listopada manifestacje odbyły się m.in. w Poznaniu, Wrocławiu, Łodzi, Elblągu, Warszawie i Otwocku. Przybierały one różne formy, w tym protesty piesze, rowerowe i samochodowe. 6 listopada protesty miały miejsce w Szczecinie, Gdańsku, Wrocławiu, Lublinie i wielu innych, pomniejszych miastach. 7 listopada demonstracje miały miejsce m.in. w Bydgoszczy, Krakowie, Lublinie, Łodzi, Poznaniu i Warszawie.
8 listopada na krzyżu na Giewoncie zawieszony został transparent przedstawiający czerwoną błyskawicę oraz napis: „Przemoc domowa to nie tradycja”. 9 listopada w szeregu miast Polski miały miejsce kolejne manifestacje i zgromadzenia. W Warszawie przed siedzibą MEN odbyła się demonstracja przeciwko ministrowi edukacji i nauki Przemysławowi Czarnkowi. Protestujący blokowali ruch uliczny, policja używała siły fizycznej.
10 listopada, po emisji w TVN24 reportażu Don Stanislao. Druga twarz kardynała Dziwisza (w którym zarzucono Stanisławowi Dziwiszowi udział w tuszowaniu nadużyć seksualnych w Kościele), w Krakowie odbył się protest kilkuset osób przeciwko Dziwiszowi. Manifestacja zaczęła się pod siedzibą Kurii Metropolitarnej, następnie protest przeniósł się pod dom Stanisława Dziwisza. Policja zatrzymała protestującego Piotra Środę, demonstracja była kontynuowana aż do potwierdzenia uwolnienia go. Z kolei w Warszawie, przed Pałacem Kultury i Nauki, miał miejsce performance Nieme szaty królowej, w którego trakcie kilkadziesiąt ubranych na biało kobiet oblało swoje szaty czerwoną farbą, protestując tym samym przeciwko polityce polskiego rządu.
15 listopada, z inicjatywy Ogólnopolskiego Strajku Kobiet, na kopcu Piłsudskiego w Krakowie został wywieszony kilkumetrowy transparent przedstawiający napis „Nigdy nie będziesz szła sama” oraz symbole strajku kobiet, w tym błyskawicę w barwach tęczowej flagi. Organizatorzy akcji powiedzieli, iż baner jest wyrazem solidarności i wsparcia m.in. dla uczestników demonstracji, osób potrzebujących aborcji, osób LGBT oraz ofiar przestępstw seksualnych Kościoła katolickiego.
Na 16 listopada zaplanowanych było ponad 30 wydarzeń w kilkudziesięciu miastach w Polsce, m.in. w Białymstoku, Katowicach, Kielcach, Krakowie, Olsztynie, Poznaniu i Wrocławiu. Przybrały one różne formy, od pieszych zgromadzeń i spacerów, po protesty samochodowe i rowerowe. Policja w szeregu przypadków okrążała i legitymowała protestujących.
18 listopada w czasie demonstracji na placu Powstańców Warszawy w Warszawie policja zablokowała przemarsz, zamknęła osoby protestujące w kotle i użyła gazu pieprzowego. Wmieszani w protestujący tłum, nieumundurowani i nieoznakowani członkowie Biura Operacji Antyterrorystycznych (funkcjonariusze Wydziału II Centralnego Pododdziału Kontrterrorystycznego Policji „BOA”, skierowani na wniosek Komendy Stołecznej Policji, która dowodziła akcją), użyli pałek teleskopowych wobec osób protestujących. Tego samego dnia posłanka Lewicy Magdalena Biejat została opryskana gazem w momencie okazywania legitymacji poselskiej. Wicemarszałek sejmu Włodzimierz Czarzasty został uderzony przez policjanta przed parlamentem, a posłanka KO Monika Wielichowska w czasie wieczornych obrad Sejmu oświadczyła, że policja naruszyła jej nietykalność cielesną i złamała jej legitymację poselską. O wyjaśnienia w sprawie działań policjantów wobec posłanek Magdaleny Biejat (Lewica), Moniki Wielichowskiej (KO) i Barbary Nowackiej (KO) zwrócił się do szefa stołecznej policji rzecznik praw obywatelskich Adam Bodnar.
19 listopada przed siedzibą Sądu Okręgowego w Warszawie odbyła się pikieta przeciwko zatrzymaniu jednej z uczestniczek manifestacji, która miała miejsce 26 października na placu Trzech Krzyży. W proteście uczestniczyli posłowie Lewicy i Koalicji Obywatelskiej. Policja interweniowała wobec osób blokujących jezdnię przed budynkiem i poinformowała o zatrzymaniu 10 uczestników protestu. W Krakowie odbyła się demonstracja przeciwko działaniom policji, jakie miały miejsce poprzedniego dnia w Warszawie. W Poznaniu odbył się przemarsz, a w Łodzi protest samochodowy.
21 listopada protesty pod hasłem „Dla moich córek” oraz „Żadna skrajność nie jest dobra” odbyły się demonstracje w Łodzi, Krakowie, Gdańsku, Gryficach i Wieluniu. 22 listopada zorganizowany został przez osoby reprezentujące Strajk Kobiet protest samochodowy w Zakopanem i Nowym Targu w reakcji na wystąpienie premiera Mateusza Morawieckiego.
Do kolejnych protestów w całym kraju doszło 28 listopada, w 102. rocznicę uzyskania przez kobiety praw wyborczych. Demonstracje odbyły się pod hasłem „Warszawa Niepodległa – W imię matki, córki, siostry”. W Warszawie policja użyła wobec osób protestujących gazu i dokonała blokad demonstracji. Tego dnia w czasie protestu na Trasie Łazienkowskiej w Warszawie, tuż po okazaniu legitymacji poselskiej (w trakcie interwencji poselskiej), policjanci użyli gazu wobec Barbary Nowackiej. Pod koniec protestu tego samego dnia policjanci w pościgu za osobami, które uciekły z zamkniętego kotła w okolicy ul. Waryńskiego, weszli na teren Politechniki Warszawskiej, co skrytykował rektor Politechniki.

### Wznowienie protestów po publikacji wyroku (styczeń 2021)

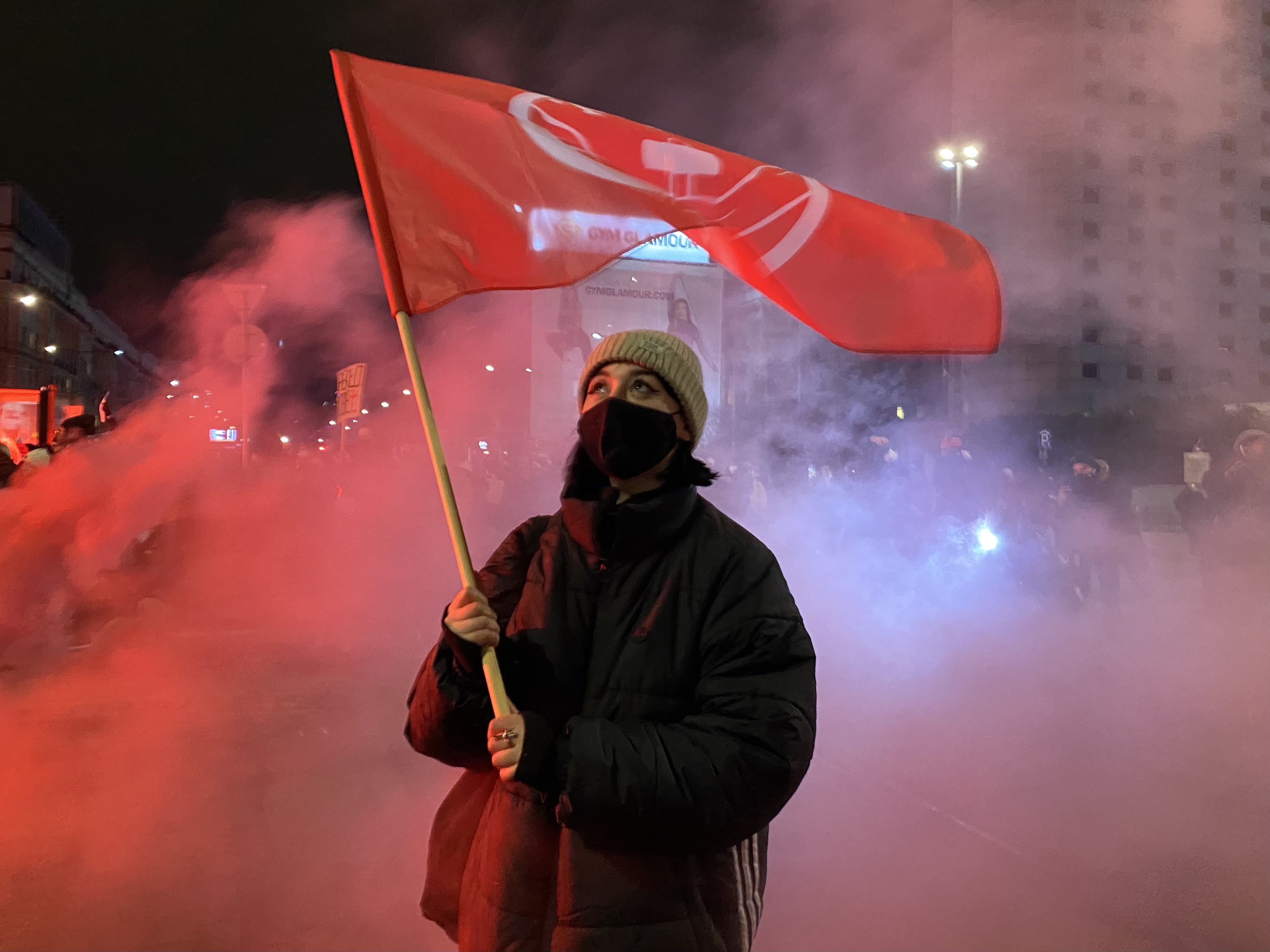
Uczestniczka protestu po publikacji uzasadnienia wyroku ws. aborcji, 27 stycznia 2021

27 stycznia 2021 Trybunał Konstytucyjny opublikował uzasadnienie wyroku ws. aborcji. Tego samego dnia, treść wyroku została opublikowana w Dzienniku Ustaw RP. Publikacja wywołała wznowienie protestów. Przeciwnicy wyroku zebrali się m.in. w Warszawie pod siedzibą Trybunału Konstytucyjnego na al. Szucha, skąd przeszli pod siedzibę Prawa i Sprawiedliwości i dalej na rondo Dmowskiego, skąd wrócili na al. Szucha. Drzwi wejściowe do Trybunału Konstytucyjnego zostały uszkodzone poprzez umieszczenie na nich plakatów za pomocą gwoździ.
28 stycznia odbyły się kolejne zgromadzenia. W Warszawie zgromadzeni przeszli z Placu Na Rozdrożu pod budynek Trybunału Konstytucyjnego. W trakcie trwania protestu Klementyna Suchanow wraz z dwoma aktywistami z Extinction Rebelion wtargnęła na teren przyległy do budynku Trybunału Konstytucyjnego, gdzie na jego zawiesili plakaty. Zostali zatrzymani, jednak wszyscy zostali wypuszczeni po około 24 godzinach. Kilku policjantów odniosło obrażenia w wyniku działań osób protestujących, co wymagało pomocy medycznej (w tym hospitalizacji), a dwa radiowozy zostały uszkodzone. Zatrzymanych zostało kilka osób, w tym aktywistka Katarzyna Augustynek, która jak opisuje, na komisariacie była „szarpana, przygniatana i podduszana”, a także aktywista Linus Lewandowski.
Na 29 stycznia ogłoszona została ogólnopolska mobilizacja. Druga edycja „Marszu na Warszawę” zgromadziła parędziesiąt tysięcy osób, którzy przeszli z Ronda Dmowskiego pod dom Jarosława Kaczyńskiego na Żoliborz. Z uwagi na wielokrotne blokady policyjne trasa była wiele razy korygowana, a policyjne kordony omijane. W tym dniu przypadało także 100 dni od pierwszych strajków, z okazji czego na ul. Mickiewicza protestujący zatańczyli symbolicznego Poloneza, który zakończył zgromadzenie.

## Protesty poza granicami Polski

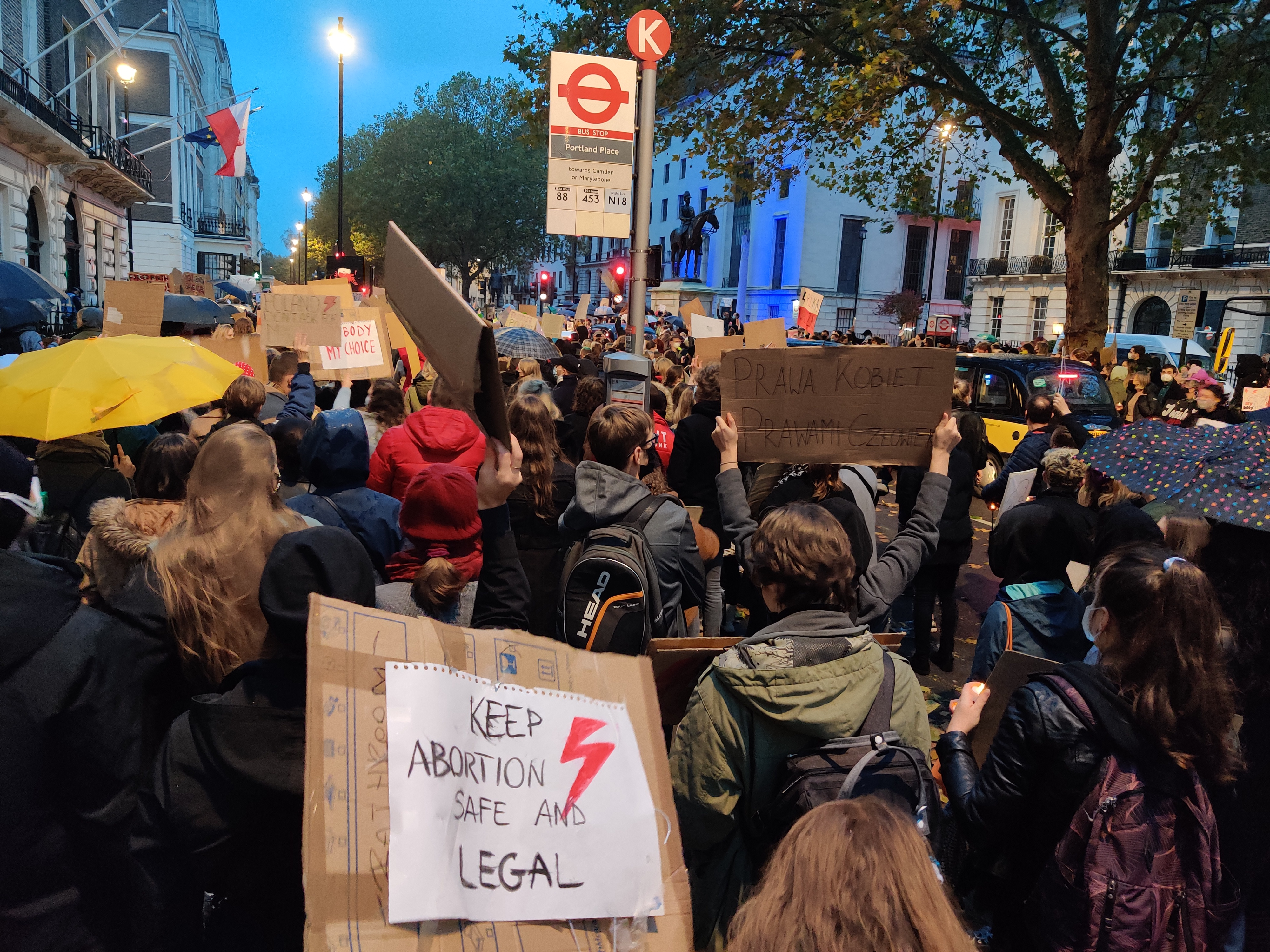
Protest pod polską ambasadą w Londynie, 24 października 2020

Protesty odbyły się również w ponad stu miastach poza granicami Polski:

- Australia (Brisbane, Melbourne, Perth, Sydney)
- Austria (Innsbruck, Wiedeń)
- Belgia (Bruksela)
- Bułgaria (Sofia)
- Cypr (Nikozja)
- Czechy (Brno, Ostrawa, Praga)
- Dania (Aarhus, Kopenhaga)
- Estonia (Tallinn, Tartu)
- Finlandia (Helsinki)
- Francja (Bordeaux, Lyon, Paryż, Marsylia)
- Grecja (Ateny)
- Gruzja (Tbilisi)
- Hiszpania (Barcelona, Madryt)
- Holandia (Amsterdam, Haga, Maastricht, Tilburg)
- Indonezja (Bali)
- Irlandia (Castlebar, Dublin, Galway)
- Islandia (Reykjavík)
- Izrael (Tel Awiw)
- Japonia (Tokio)
- Kanada (Edmonton, Toronto, Vancouver)
- Litwa (Wilno)
- Luksemburg (Luksemburg)
- Malta (Valletta)
- Meksyk (Meksyk)
- Niemcy (Berlin, Bielefeld, Bochum, Bonn, Brema, Brunszwik, Dortmund, Düren, Frankfurt nad Menem, Fryburg Bryzgowijski, Hamburg, Hamm, Hanower, Karlsruhe, Kolonia, Lipsk, Lubeka, Mannheim, Monachium, Münster, Norymberga, Stuttgart, Westerland)
- Norwegia (Bergen, Haugesund, Oslo, Stavanger, Tromsø, Trondheim)
- Nowa Zelandia (Christchurch)
- Portugalia (Coimbra, Lizbona, Porto)
- Republika Chińska (Tajpej)
- Rumunia (Bukareszt)
- Słowacja (Bratysława)
- Słowenia (Lublana)
- Stany Zjednoczone (Austin, Chicago, Los Angeles, Nowy Jork, San Diego, San Francisco, Seattle, Waszyngton)
- Szwajcaria (Genewa, Rapperswil)
- Szwecja (Göteborg, Malmö, Sztokholm, Uppsala)
- Ukraina (Charków, Kijów, Lwów, Mariupol)
- Węgry (Budapeszt)
- Wielka Brytania (Aberdeen, Belfast, Birmingham, Brighton, Bristol, Cambridge, Cardiff, Coventry, Dundee, Edynburg, Exeter, Glasgow, Huddersfield, Inverness, Kirkcaldy, Leeds, Leicester, Lincoln, Londyn, Manchester, Northampton, Norwich, Nottingham, Oksford, Perth, Sheffield)
- Włochy (Rzym, Padwa, Alghero)

## Postulaty
27 października Marta Lempart w imieniu Ogólnopolskiego Strajku Kobiet przedstawiła pierwsze postulaty swojego ruchu (m.in. zmiana sytuacji prawnej Trybunału Konstytucyjnego oraz Sądu Najwyższego, wycofanie swojego wyroku przez Trybunał Konstytucyjny, dymisja Julii Przyłębskiej z funkcji prezesa Trybunału Konstytucyjnego, wybór niezależnego Rzecznika Praw Obywatelskich, nowelizacja budżetu – więcej środków na ochronę zdrowia i pomoc dla przedsiębiorców, prawo do aborcji na żądanie, rzetelna edukacja seksualna, antykoncepcja refundowana przez państwo, laicyzacja państwa, zaprzestanie finansowania Kościoła z budżetu państwa, wycofanie lekcji religii ze szkół i dymisja rządu) oraz zapowiedziała utworzenie Rady Konsultacyjnej, platformy do dialogu w celu rozwiązania aktualnej sytuacji w kraju.
1 listopada przedstawiono skład Rady Konsultacyjnej, która miała opracować najważniejsze postulaty. W jej skład weszli m.in.: prof. Monika Płatek, Piotr Szumlewicz, Barbara Labuda, Danuta Kuroń oraz Michał Boni. Skład rady został skrytykowany m.in. przez środowisko związane ze skłotem Syrena, które stwierdziło, że nie odzwierciedla on w rzeczywistości osób uczestniczących w strajkach.
W Poznaniu, w odpowiedzi na założenie Rady Konsultacyjnej, zawiązano Wielkopolską Radę Strajku Kobiet. Jej inicjatorki podkreśliły, że głównym postulatem dalej pozostaje prawo do legalnego dokonania aborcji, natomiast będzie dążyć do zaangażowania i zebrania postulatów kobiet z mniejszych miejscowości, a także większego skupienia się na sprawach socjalnych. Podkreślono jednocześnie, że Wielkopolska Rada Strajku Kobiet liczy na wejście w skład Rady Konsultacyjnej.
Z końcem października grupa Wrocławskie Rewolucjonistki, zawiązana we Wrocławiu w czasie protestów, wydała listę 10 postulatów, które określiła planem minimum. Poza żądaniem prawa do legalnego dokonania aborcji, znalazły się również postulaty wzywające do dymisji rządu, wypowiedzenia konkordatu, godnych płac dla pracownic i pracowników opieki, czy braku represji za udział w protestach.

## Działania policji i prokuratury
W początkowej fazie protestów policja nie podejmowała na dużą skalę aktywnych działań wobec uczestników protestów, ograniczając się do zapewnienia bezpieczeństwa demonstracjom. Wkrótce po pierwszych protestach, policja zaczęła ochraniać kościoły, biura poselskie PiS oraz miejsca zamieszkania polityków tej partii (w tym dom Jarosława Kaczyńskiego na Żoliborzu). Jednocześnie politycy rządzącej partii wywierali presję na policję, by przystąpiła do bardziej zdecydowanych działań przeciwko demonstrantom.
10 listopada 2020 Komendant Stołeczny Policji Paweł Dobrodziej wydał instrukcję, w której nakazał bardziej zdecydowane działania przeciwko demonstrującym. Od tego czasu policja powołując się na rozporządzenie Rady Ministrów twierdziła, że zgromadzenia w czasie epidemii są nielegalne, blokowała marsze, zamykała w kotłach, legitymowała i nakładała mandaty na osoby biorące udział w protestach oraz kierowała wnioski o ukaranie do Sanepidu.
Prokurator krajowy Bogdan Święczkowski w swoich wytycznych nakazał prokuratorom regionalnym w całej Polsce ściganie organizatorów oraz osoby, które namawiały do udziału w protestach, oceniając, że takim osobom może grozić do ośmiu lat pozbawienia wolności. O takich działaniach mówił także wiceminister sprawiedliwości Michał Woś. W wytycznych Prokuratury RP napisane jest, że:

każde zachowanie osoby organizującej nielegalną demonstrację albo podżegającej lub nawołującej do udziału w niej winno być przede wszystkim oceniane w kontekście wyczerpania czynu zabronionego z art. 165 par. 1 pkt 1 kk w zakresie sprowadzenia niebezpieczeństwa dla życia i zdrowia wielu osób poprzez spowodowanie zagrożenia epidemiologicznego.

W ciągu ośmiu tygodni manifestacji Strajku Kobiet warszawska policja zatrzymała ponad osiemdziesiąt osób. Bezpłatnej pomocy prawnej dla osób zatrzymanych udzielał kolektyw antyrepresyjny Szpila, którego numer osoby protestujące często zapisywały na ręce przed demonstracją. Kolektyw zbierał też i przekazywał wiadomości o osobach zatrzymanych. Pomocy prawnej osobom zatrzymanym udzielała ponadto zorganizowana oddolnie grupa ponad stu prawników i prawniczek.
Pod koniec listopada 2020 prawie osiemdziesiąt organizacji społecznych wydało apel w sprzeciwie wobec stosowania przez policję przemocy do „pacyfikacji pokojowych manifestacji”, domagając się pociągnięcia do odpowiedzialności funkcjonariuszy oraz ich przełożonych za „bezprawne użycie siły wobec demonstrujących i zatrzymywanych”. W grudniu 2020 ponad sto trzydzieści osób, w tym parlamentarzystów, działaczek organizacji społecznych i innych osób publicznych podpisało list otwarty Stop represjom politycznym wobec protestujących w obronie trzech organizatorek protestów w Oleśnicy wobec których skierowano zawiadomienie o możliwości przestępstwa z art. 165 par. 1 (sprowadzenie niebezpieczeństwa dla życia lub zdrowia wielu osób spowodowane przez zagrożenie epidemiologiczne).

## Symbolika protestów

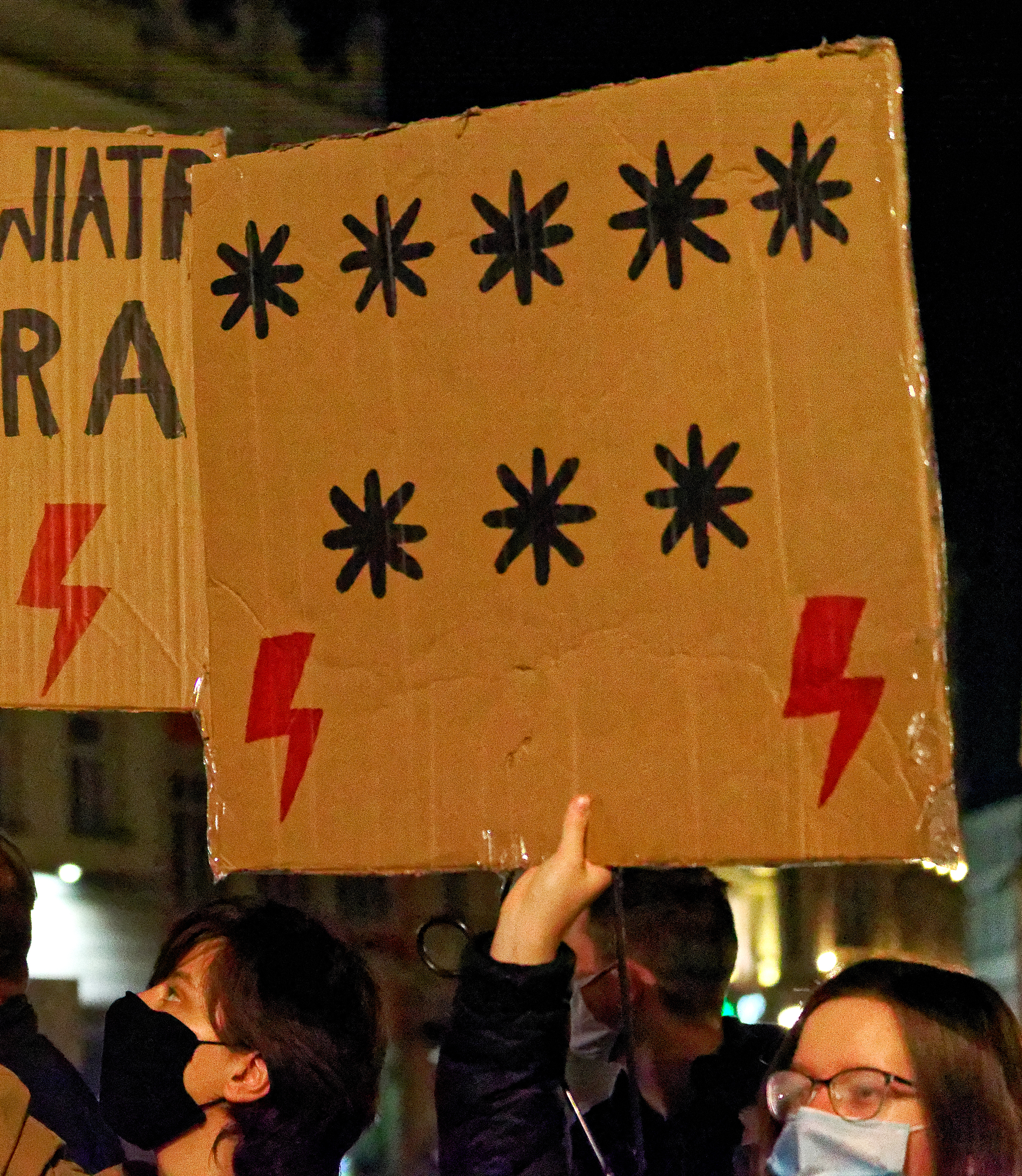
Transparent z ośmioma gwiazdami (wyrażającymi powszechne hasło protestów: „Jebać PiS”) oraz błyskawicami

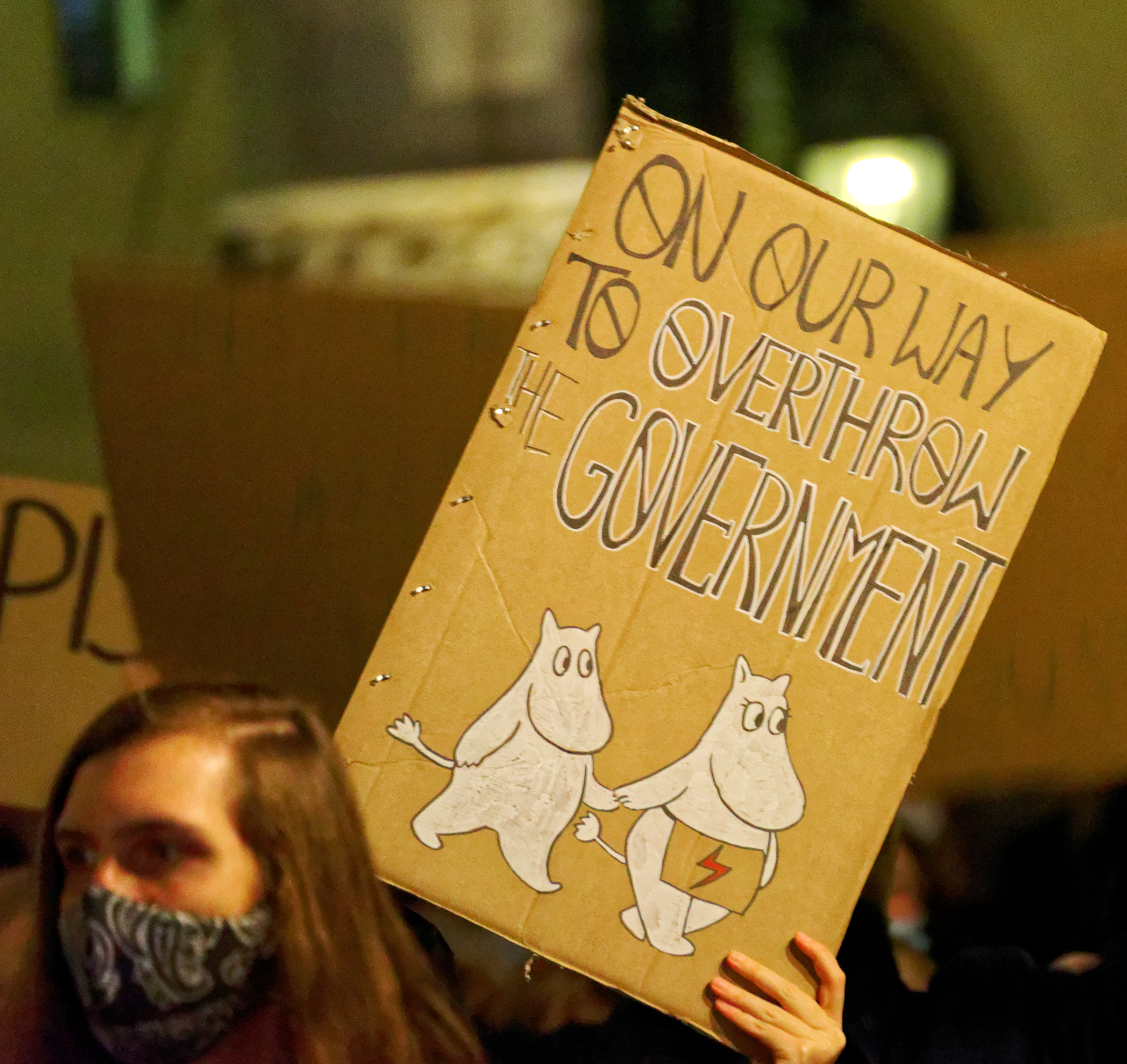
Muminki jako jeden z symboli wykorzystywanych na protestach

Symbolem protestów stała się parasolka, druciany wieszak oraz – najbardziej rozpoznawalny – znak graficzny autorstwa Oli Jasionowskiej, prezentujący czerwoną błyskawicę na tle ustawionej z profilu głowy kobiety. Według twórczyni jego przekaz jest następujący: „Uważaj, ostrzegamy. Nie zgadzamy się na odbieranie kobietom ich podstawowych praw”. Wieszak uznawany jest za międzynarodowy symbol nielegalnych aborcji – odnosi się on do bólu i zagrożenia życia kobiety, wynikających z niebezpiecznych, „domowych” metod usuwania ciąży, dokonywanych na skutek penalizacji aborcji. Z kolei czarna parasolka używana jest przez demonstrantów od 2016, gdy jesienią w całej Polsce odbywały się tzw. czarne protesty przeciwko procedowanej w Sejmie ustawie zaostrzającej prawo aborcyjne.

### Błyskawica

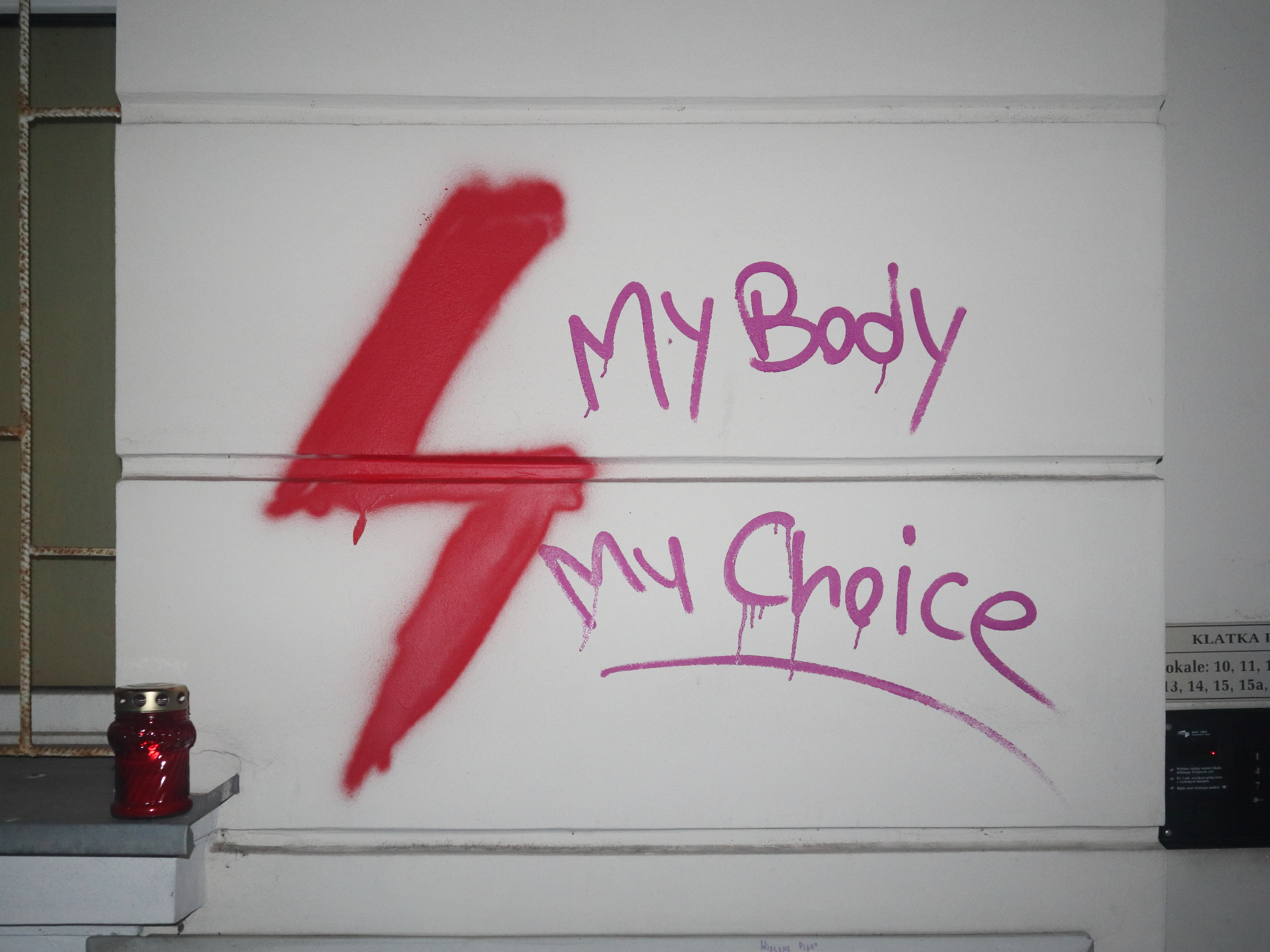
Błyskawica na ścianie budynku

Obiektem kontrowersji stało się zestawienie używanego przez protestujących znaku błyskawicy z runą sig, będącą jednym z symboli runicznych używanych w III Rzeszy. Takiego porównania dokonał m.in. Marszałek Sejmu Ryszard Terlecki w czasie obrad Sejmu 27 października 2020, kiedy to zarzucił politykom opozycji wykorzystywanie symboli „do złudzenia przypominających symbole Hitlerjugend i SS”. Zarzut był następnie podtrzymywany m.in. przez dziennikarzy oraz komentatorów TVP Info, na której antenie określono protestujących oraz wspierających ich polityków mianem „lewicowego faszyzmu niszczącego Polskę”.
W reakcji na kontrowersje wokół znaku błyskawicy, blisko 50 naukowców Instytutu Historii Sztuki Uniwersytetu Warszawskiego oraz innych uczelni i wydziałów podpisało się pod oświadczeniem na temat symbolu, wyrażając opinię, że błyskawica i piorun to znak gniewu, oburzenia, siły oraz szybkości działania, a symbol na przestrzeni wieków funkcjonował lub funkcjonuje w szeregu kultur, także w polskiej symbolice wojskowej (błyskawica widoczna jest m.in. w odznace Grup Szturmowych). Naukowcy wyrazili również zaniepokojenie „wobec nierzetelnego przedstawiania przez niektóre media i polityków źródeł symboliki wykorzystywanej podczas protestów”. W czasie obrad Sejmu 18 listopada wicepremier Jarosław Kaczyński określił symbole te jako „błyskawice esesmańskie”.

## Reakcje na protesty

### Przedstawiciele partii opozycyjnych i władz samorządowych
Marszałek Senatu Rzeczypospolitej Polskiej Tomasz Grodzki w ten sposób odniósł się do protestów przeciwko zaostrzeniu przepisów dotyczących aborcji:

Myślami i sercem jesteśmy przy polskich kobietach, które protestują na ulicach wielu polskich miast, miasteczek i mniejszych miejscowości walcząc o swoje prawa, o możliwość decydowania o swoim losie. Polki są dzielne, są mądre, są odpowiedzialne i nie zasługują na ten los, który im zafundował Trybunał Konstytucyjny Julii Przyłębskiej

.
26 października 2020 osiemdziesięciu jeden samorządowców podpisało oświadczenie, w którym napisano: „Nie ma naszej zgody na skazywanie kobiet na tortury. Nie ma zgody na koszmar matek, które będą zmuszane rodzić istoty niezdolne do samodzielnego życia i patrzeć na ich powolne umieranie. Albo natychmiastowe. Albo na cierpienie”. Sygnatariuszkami i sygnatariuszami oświadczenia byli m.in.: Rafał Bruski, Arkadiusz Chęciński, Aleksandra Dulkiewicz, Olgierd Geblewicz, Marcin Gołaszewski, Jacek Jaśkowiak, Andrzej Kotala, Jacek Majchrowski, Elżbieta Polak, Mieczysław Struk, Adam Struzik, Jacek Sutryk, Tadeusz Truskolaski, Rafał Trzaskowski, Arkadiusz Wiśniewski, Mariusz Wołosz i Hanna Zdanowska.
10 listopada rada miasta Kalwaria Zebrzydowska przyjęła stanowisko, w którym wyrażono sprzeciw wobec „wszelkich przejawów agresji, atakowaniu Kościoła katolickiego, jego świątyń, bezczeszczenia pomników świętych oraz symboli narodowych, zakłócaniu mszy świętych w ramach jakichkolwiek protestów”, a także wezwano do „poszanowania tradycji i uczuć religijnych” oraz „dialogu i przygotowania rozwiązań prawnych zgodnych z obowiązującą od 1997 Konstytucją”.
W marcu 2021 Rada Gminy Wydminy podjęła uchwałę krytykującą ogólnopolskie protesty w związku z zaistniałymi w ocenie radnych aktami agresji, oraz brakiem poszanowania religii i tradycji katolickiej.

### Uczelnie i środowisko akademickie
Protest poparły też niektóre polskie uczelnie (m.in. Uniwersytet Gdański, Uniwersytet Łódzki oraz Politechnika Wrocławska), ogłaszając dzień 28 października 2020 dniem rektorskim. Spotkało się to z krytyką ministra edukacji i nauki Przemysława Czarnka, który zapowiedział wyciągnięcie wobec nich konsekwencji; ponadto decyzje uniwersytetów wywołały oburzenie w środowiskach katolickich.
W październiku 2020 wystąpienie prof. Ingi Iwasiów i wypowiedziane przez nią zdanie stały się obiektem krytyki ze strony mediów prawicowych i konserwatywnych, oraz ministra edukacji i nauki Przemysława Czarnka, który skierował pismo do rektora Uniwersytetu Szczecińskiego. Środowisko akademickie Uniwersytetu Szczecińskiego stanęło w obronie jej postawy podczas protestów.
W reakcji na wyrok TK, protesty oraz działalność rządu, w tym ministra edukacji i nauki Przemysława Czarnka, blisko 500 przedstawicieli środowiska akademickiego wystosowało list otwarty, w którym stwierdzono między innymi:

Władza po raz kolejny złamała zasady Konstytucji, piętnując (...) środowiska mniejszości seksualnych. Zapowiedziano (...) sprzeczną z Konstytucją ideologizację polskich szkół (...), w duchu doktryny katolickiej i historycznych resentymentów, a ograbiony z powagi Trybunał Konstytucyjny zakazał prawa do usuwania płodów obciążonych nieuleczalnymi wadami. [Są to] działania zbieżne, związane z realizowaną przez władzę PiS-owską rewolucją „kulturową”, fundowaną polskiemu społeczeństwu, którego kształt duchowy i intelektualny ma wyrażać podporządkowanie się Kościołowi katolickiemu i ideom bogoojczyźnianym, brak szacunku dla prawa, wrogość wobec Innych, ksenofobia i zaściankowość. „Twarzą” tych zmian i ich wyjątkowo aktywnym orędownikiem jest obecny minister edukacji i nauki (...).
Nauka musi pozostać tym, czym jest od stuleci, zbiorem teorii i praktyk społecznych, opartych na niedoskonałych, ale weryfikowalnych, porównywalnych, sprawdzalnych założeniach, wolnych od presji ideologicznej, także religijnej (...).
My, profesorki polskich uniwersytetów i instytutów naukowych (...) nawołujemy do protestu wobec kierunku rządzenia obranego przez władzę. Wprowadzane posunięcia cofają wolności obywatelskie do czasów wczesnego PRL-u lub dalszej przeszłości, uniemożliwiają podejmowanie decyzji życiowych w zgodzie z własnym sumieniem, skazują na cierpienia tysiące kobiet, prowadzą do życiowych dramatów, krępują uprawianie wolnych zawodów, podkopują fundamenty badań naukowych.

{{Cytat}} Linki zewnętrzne: "źródło".

### Apel emerytowanych oficerów służb mundurowych
1 listopada opublikowany został apel 212 emerytowanych oficerów służb mundurowych: generałów i admirałów Wojska Polskiego, Policji, Straży Granicznej, Państwowej Straży Pożarnej, Biura Ochrony Rządu, Służby Więziennej i służb specjalnych, w którym wyrazili oni „głęboki niepokój w związku z rozwojem sytuacji w Kraju” i obawę, że „dalsza eskalacja działań, podsycanie i nieodpowiedzialne zachowania polityków doprowadzi do tragicznych i nieodwracalnych konsekwencji”. Gen. Adam Rapacki powiedział, że pod apelem chcieli się również podpisać czynni generałowie z różnych służb mundurowych, jednak autorzy apelu w obawie przed szykanami nie zdecydowali się na umieszczenie ich na liście sygnatariuszy.

### Ludzie kultury, nauki i sportu

Plakat antyaborcyjny z napisami pro-choice, Gdańsk 2021

Solidarność z demonstrującymi i poparcie protestów wyrazili m.in.: Olga Tokarczuk, Zygmunt Miłoszewski, Szczepan Twardoch, Mariusz Szczygieł, Matylda Damięcka, Mateusz Damięcki, Anja Rubik, Michał Piróg, Borys Szyc, Izabella Krzan, Magdalena Cielecka, Tomasz Organek, Maja Ostaszewska, Iwona Cichosz-Yggeseth, Kuba Wojewódzki, Anna Dziewit-Meller, Martyna Wojciechowska, Natalia Siwiec, Hanna Lis, Mary Komasa, Tomasz Vetulani oraz Joanna Krupa.
Protesty poparli także niektórzy polscy artyści i zespoły muzyczne, nagrywając wspierające protestujących utwory muzyczne. Są to m.in. The Dumplings („Każda z nas”), Michał Szpak i Swiernalis („Polska to Kobieta”), Ronnie Ferrari („Szubienica ***** ***”), czy Big Cyc („Twierdza 2020”).
Protest przeciwko zaostrzeniu przepisów dotyczących aborcji w Polsce poparli również zagraniczni artyści, m.in. Anne-Marie, Zara Larsson, Dua Lipa, Olly Alexander, Melanie Martinez, Finneas O’Connell, Miley Cyrus, Jameela Jamil, Cardi B.
W grudniu 2020 poparcie dla protestów wyraziła grupa osób związanych z Poznaniem (określających się jako przedstawiciele pokolenia marca ’68), m.in.: Andrzej Byrt, Grzegorz Gauden, Zbigniew Górny, Jolanta Koczurowska, Józef Komorowski, Marek Kręglewski, Eugeniusz Mielcarek, Grażyna Małgorzata Vetulani, Zygmunt Vetulani, Andrzej Wierciński, Roman Wieruszewski.
Rosyjska artystka Jekaterina Głazkowa, autorka dostępnej w serwisach stockowych grafiki, przedstawiającej łono matki w kształcie serca, a w nim dziecko w pozycji embrionalnej, złączone pępowiną z matką, która została na masową skalę użyta w kampanii antyaborcyjnej w wielu miejscowościach Polski, w obszernym wpisie na Instagramie wyraziła swój sprzeciw słowami: „Uosobienie radości macierzyństwa, ale nie macierzyństwa przymusowego, w którym nie ma mowy o żadnej miłości i radości”. Plakaty te zostały wielokrotnie zreinterpretowane przez osoby opowiadające się pro choice w sposób odwrotny od zamierzeń antyaborcyjnej fundacji poprzez umieszczenie na nich proaborcyjnych napisów (subvertising). W geście solidarności z polskimi kobietami Głazkowa stworzyła grafikę, przedstawiającą sylwetkę kobiety, wpisaną w symbol błyskawicy i udostępniła ją na zasadzie wolnej licencji

#### Media społecznościowe
Oprócz znanych osobowości medialnych wsparcie wyraziło też wiele innych osób poprzez dodawanie postów na swoich portalach społecznościowych. Na samym Instagramie zostało dodane ponad 240 000 postów z użyciem hashtaga #StrajkKobiet, który jest jednym z haseł akcji. Szacuje się, że wszystkich postów dodanych w związku z protestami mogło być więcej niż uczestników na proteście w Warszawie. Dodawane przez ludzi posty i zdjęcia często zwierały symbol strajku – czerwoną błyskawicę. Oficjalny profil Strajku Kobiet na Instagramie zgromadził ponad 470 tysięcy obserwujących. Z kolei fanpage Ogólnopolskiego Strajku Kobiet jest na Facebooku obserwowany przez ponad 500 tysięcy osób.

#### Sport
Poparcie dla protestu wyraziły piłkarki AZS UJ Kraków, wychodząc na mecz ekstraligi kobiet z transparentem o treści „Wybór”, a ich rywalki, zawodniczki Medyka Konin, rozegrały spotkanie z czarnymi opaskami z symbolem protestów. Również piłkarki klubu AKS Zły podczas jednej z rozgrzewek pojawiły się w koszulkach z czerwoną błyskawicą oraz napisem „Piekło Kobiet”. Sprzeciw wyraziły także siatkarki kilku klubów Tauron Ligi, m.in.: DPD Legionovii Legionowo, Grot Budowlanych Łódź, #VolleyWrocław i E.Leclerc Moya Radomki Radom oraz zawodnicy drużyny Trefla Gdańsk.
Wśród pojedynczych sportowców, swoje poparcie dla protestów wyrazili m.in. Tymoteusz Puchacz, Flávio Paixão, Gerard Badia, Sebastian Walukiewicz, Justyna Kowalczyk, Karolina Kowalkiewicz-Zaborowska, Zuzanna Górecka, Karolina Hamer czy Joanna Wołosz.
W początkowej fazie protestów część kibiców różnych klubów piłkarskich wyraziła solidarność z protestującymi, twierdząc jednocześnie, że nie chcą pozwolić na atakowanie katolickich kościołów oraz tradycji. W czasie demonstracji odnotowano jednak wiele fizycznych ataków na manifestantów ze strony pseudokibiców klubów piłkarskich w kilku polskich miastach. Jeden z takich ataków miał miejsce 28 października, w czasie białostockiego marszu Strajku Kobiet, protestujący zostali zaatakowani przez grupę mężczyzn, którymi mieli być pseudokibice Jagielloni Białystok. O całej sytuacji z aprobatą wyraził się białostocki oddział Młodzieży Wszechpolskiej. Tego samego dnia miała również miejsce napaść 40 mężczyzn na marsz Strajku Kobiet we Wrocławiu. Atakujących zidentyfikowano jako pseudokibiców WKS Śląsk Wrocław z grupy Ultras Silesia.

### Kościół katolicki
Rzecznik Konferencji Episkopatu Polski ks. Leszek Gęsiak stwierdził, że udział w protestach przeciwko zaostrzeniu przepisów aborcyjnych jest grzechem.
O. Tadeusz Rydzyk określił protestujących mianem bluźnierców i satanistów.
Pojawiały się jednak także nawoływania o pokój.

### Korporacje i związki zawodowe
Poparcie dla demonstracji wyraziły niektóre przedsiębiorstwa i korporacje, m.in. mBank, Lotte Wedel czy Kubota. Działania te spotkały się zarówno z poparciem, jak i dezaprobatą części klientów. Wiceminister aktywów państwowych Janusz Kowalski wezwał do bojkotu firm popierających protest. W odpowiedzi na poparcie protestów przez mBank, Fundacja Życie i Rodzina (w której zarządzie działa m.in. Kaja Godek) poinformowała o zakończeniu współpracy z bankiem.
Protest został poparty przez Wolny Związek Zawodowy „Sierpień 80”, Ogólnopolski Związek Zawodowy „Inicjatywa Pracownicza”, Związkową Alternatywę (w tym m.in. Związek Zawodowy Personelu Pokładowego i Lotniczego i Wolny Związek Zawodowy Pracowników Poczty), wrocławski oddział Związku Syndykalistów Polski oraz przez część środowiska rolniczego.

### Prasa zagraniczna
Sytuację w Polsce skomentowano w największych światowych mediach. „New York Times” o protestach napisał, że to największe demonstracje w Polsce od upadku komunizmu w 1989. Zauważono ironiczne hasła na plakatach manifestujących. „The Washington Post” zwrócił uwagę na mobilizację społeczeństwa, wielką skalę protestów w dobie gwałtownego wzrostu zakażeń, wulgarność haseł, a także fakt, że z orzeczeniem Trybunału Konstytucyjnego nie zgadza się większość Polaków. Dziennik podkreślił, że konflikt spotęgowało wystąpienie prezesa PiS. CNN podkreśliła skalę protestów, którą porównano do wystąpień „Solidarności”, jakie doprowadziły do upadku komunizmu. „The Observer” skrytykował rząd PiS za pogwałcenie demokracji, silnie konserwatywny program osadzony w ideologii i religii, który zagraża nie tylko prawom kobiet, ale także i praworządności w Polsce. „Der Spiegel” ocenił, że sytuacja w Polsce jest buntem przeciw patriarchatowi, prawicowy rząd nie docenił gniewu rodaków, z zaostrzeniem prawa aborcyjnego nie zgadza się zdecydowana większość społeczeństwa, a poparcie dla PiS gwałtownie spada. Frankfurter Allgemeine Zeitung zwrócił uwagę na pokojowy charakter wystąpień oraz zapowiedzi polskich władz, mówiące o konsekwencjach protestów. O skali protestów w Warszawie informowała SkyNews. „The Independent”, „Le Monde” i „Corriere della Sera” wyjaśniały, że w katolickim kraju, jakim jest Polska, władze zamierzają zaostrzyć i tak restrykcyjne już prawo aborcyjne, a protesty przybrały ogromne rozmiary. Deutsche Welle informowała, że PiS nie spodziewał się tak wielkich protestów. Al-Dżazira przypomniała, że protestujący skupili gniew na ultrakatolickiej partii rządzącej. Agencja Reutera stwierdziła, że protest przekształcił się w wylew gniewu wobec PiS-u oraz Kościoła katolickiego, który jest sojusznikiem rządu. „The Guardian” zachęcał osoby protestujące do opisywania swoich doświadczeń z protestów, zatrzymań policyjnych i ich następstw.

### Organizacje pozarządowe i inne
Helsińska Fundacja Praw Człowieka w związku z tymczasowym aresztowaniem jednej z uczestniczek protestów złożyła opinię przyjaciela sądu, w której zaznaczyła, że „tymczasowe aresztowanie w związku z udziałem w zgromadzeniu publicznym może prowadzić do naruszenia wolności zgromadzeń”.
29 października zostało opublikowane Oświadczenie organizacji społecznych w sprawie aktualnego kryzysu społecznego, które podpisało kilkadziesiąt przedstawicieli i przedstawicielek organizacji działających na terenie Polski. W dokumencie oskarżono rządzących za destabilizację w kraju, a także solidaryzowano się z protestującymi, jak podkreślono: „Wyrażamy uznanie dla determinacji i cywilnej odwagi uczestniczek i uczestników protestów, którzy korzystając z prawa do obywatelskiego sprzeciwu, występują w obronie wolności nas wszystkich”. Pod oświadczeniem podpisały się m.in. Archiwum Osiatyńskiego, Centrum Praw Kobiet, Społeczny Instytut Wydawniczy „Znak”, Fundacja Panoptykon, Greenpeace Polska, Instytut Spraw Publicznych, Kampania Przeciw Homofobii, Fundacja Bęc Zmiana czy Krytyka Polityczna.

### Reakcje prezydenta i przedstawicieli rządu

#### Wystąpienie Jarosława Kaczyńskiego

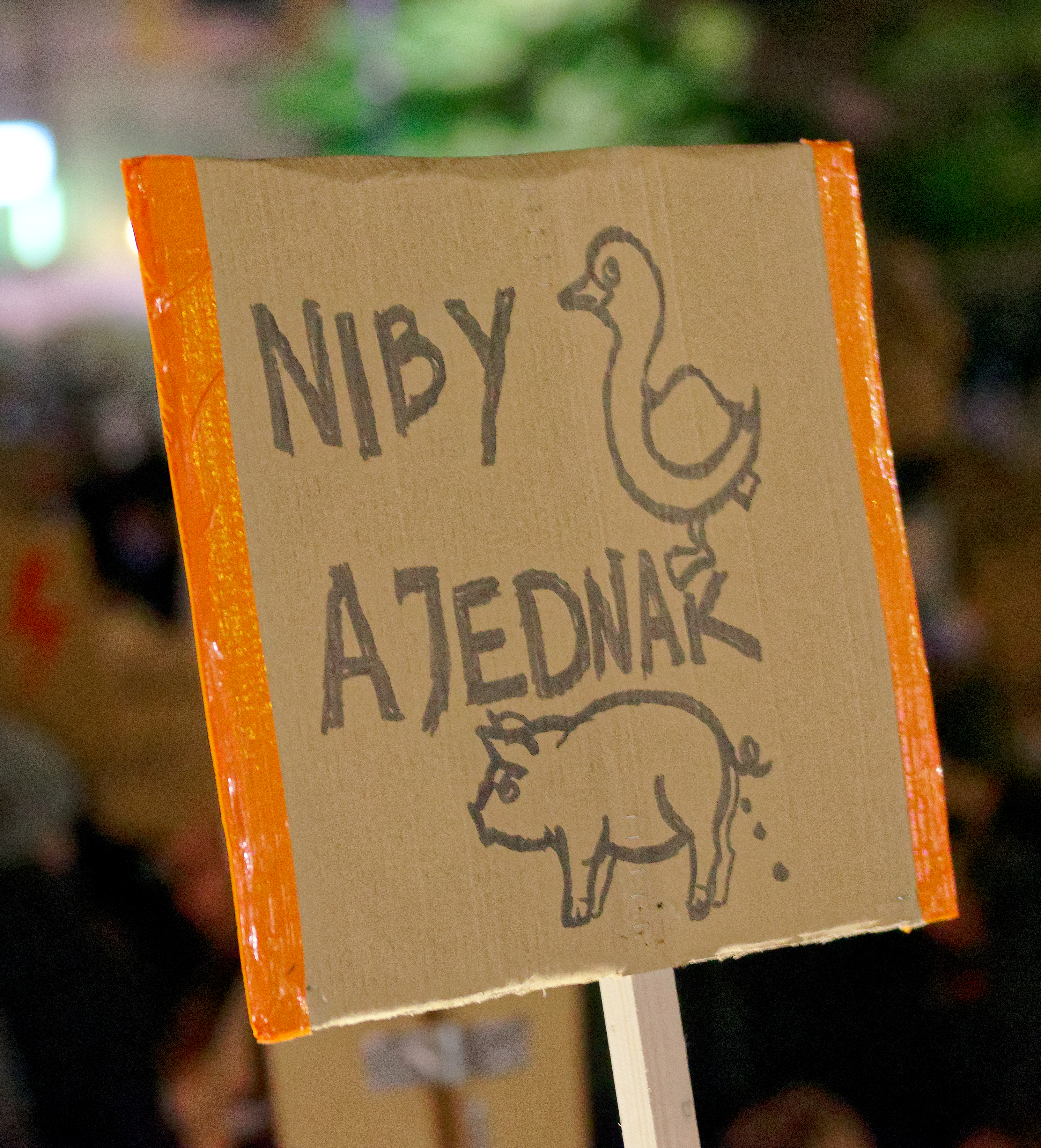
Plakat jednego z protestujących. Nawiązuje on do nazwiska Jarosława Kaczyńskiego i porównuje go do świni

27 października 2020 w godzinach wieczornych wicepremier Jarosław Kaczyński odniósł się w opublikowanym na stronie internetowej PiS wystąpieniu do protestów, stwierdzając m.in., że „wyrok jest całkowicie zgodny z Konstytucją”, a „władze mają pełne prawo przeciwstawiania się tym protestom” oraz wezwał „wszystkich członków PiS i naszych zwolenników do obrony kościołów” podkreślając, żeby bronić ich „za wszelką cenę”.
Wystąpienie prezesa PiS wywołało liczne komentarze. Wielokrotnie podkreślano w nich podobieństwa z przemówieniem gen. Wojciecha Jaruzelskiego 13 grudnia 1981 informującym społeczeństwo PRL o wprowadzeniu stanu wojennego. Szereg komentatorów, dziennikarzy i polityków opozycji stwierdziło, że tym samym Jarosław Kaczyński „wezwał do wojny domowej” i „wypowiedział wojnę społeczeństwu”.
Kontrowersję wzbudził też symbol Polski Walczącej, który wicepremier miał wpięty w klapie marynarki. Wieczorem 27 października głośny wyraz niezadowolenia wyraziły powstanki: Anna Jakubowska „Paulinka”, Wanda Traczyk-Stawska „Pączek”, Hanna Stadnik „Pętelka”, Anna Przedpełska-Trzeciakowska „Grodzka” oraz Krystyna Zachwatowicz-Wajda „Czyżyk”.
Kaczyński w swoim wystąpieniu odniósł się też do sytuacji związanej z epidemią COVID-19, stwierdzając, że „te demonstracje będą z całą pewnością kosztowały życie wielu ludzi”, i przypomniał, że w związku z zarządzeniem premiera wszelkiego rodzaju zgromadzenia powyżej pięciu osób są zakazane.
W dniu wystąpienia Jarosława Kaczyńskiego Obóz Narodowo-Radykalny zapowiedział utworzenie Brygad Narodowych, mających walczyć z „bojówkarskimi atakami oraz prowokacjami ze strony neomarksistów”. Członkowie Brygad Narodowych mieli nazywać się Politycznymi Żołnierzami, a ich zadaniem miała być obrona „wartości narodowych oraz katolickich na drodze akcji bezpośredniej”. 31 października organizacja wydała oświadczenie, w którym zaprzeczono stwierdzeniom, jakoby impulsem do powołania Brygad Narodowych było przemówienie Jarosława Kaczyńskiego, a ich celem miało być fizyczne atakowanie demonstrujących.

#### Reakcja prezydenta Andrzeja Dudy

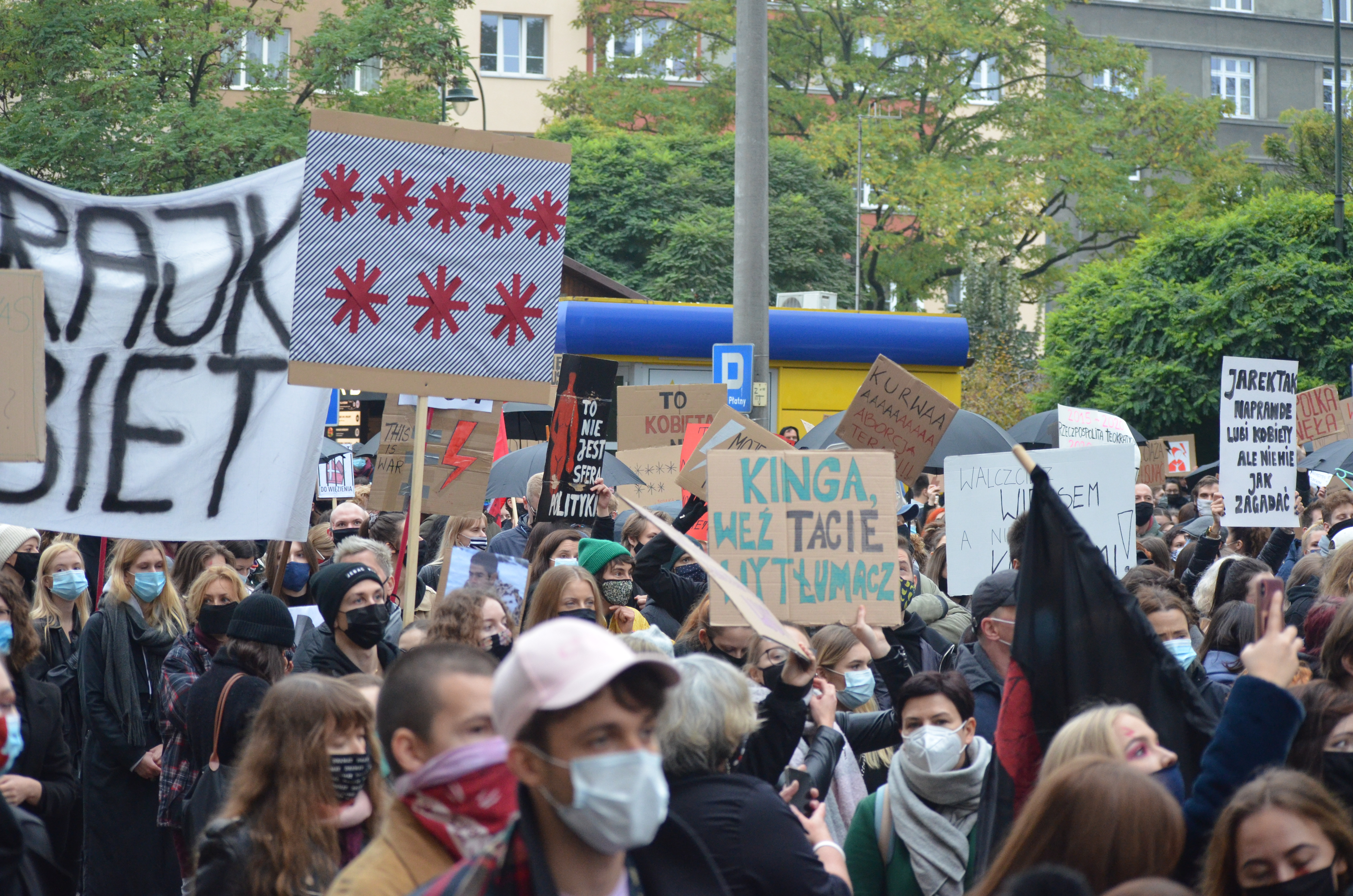
Strajk kobiet, na jednym z plakatów widnieje napis „Kinga, weź tacie wytłumacz”, odnoszący się do córki prezydenta RP Kingi Dudy

Do protestów i wyroku Trybunału Konstytucyjnego prezydent Andrzej Duda pierwszy raz odniósł się 28 października 2020 w telewizji Polsat. Powiedział wtedy, że rozumie protestujące kobiety i że wyjdzie z inicjatywą zmiany ustawy tak, aby dopuszczalna była aborcja w przypadku wad letalnych, jednak zabroniona u płodu ze stwierdzonym zespołem Downa.
30 października 2020 prezydent wyszedł z inicjatywą zmiany ustawy o planowaniu rodziny, ochronie płodu ludzkiego i warunkach dopuszczalności przerywania ciąży oraz uregulowania w niej kwestii dotyczących możliwości aborcji w przypadku tzw. wad letalnych. Zmiana ta miałaby być zgodna z wytycznymi Trybunału Konstytucyjnego. Według propozycji Andrzeja Dudy aborcja byłaby dozwolona w przypadku „wysokiego prawdopodobieństwa, że dziecko urodzi się martwe albo obarczone nieuleczalną chorobą lub wadą, prowadzącą niechybnie i bezpośrednio do śmierci dziecka, bez względu na zastosowane działania terapeutyczne”. Wniosek o zmianę ustawy wpłynął do Sejmu Rzeczypospolitej Polskiej.
Inicjatywa spotkała się ze zróżnicowanym odbiorem. Prezydencki projekt został poparty przez koalicyjne wobec PiS Porozumienie, nie zyskał jednak aprobaty posłów Solidarnej Polski oraz części samego Prawa i Sprawiedliwości. Sprzeciw wobec prezydenckiej ustawy zapowiedziała Koalicja Obywatelska i Lewica. W środowisku medycznym propozycja Andrzeja Dudy spotkała się zarówno z pozytywnym, jak i krytycznym odbiorem. Prezes Polskiego Towarzystwa Ginekologów i Położników prof. Mariusz Zimmer ocenił, iż prezydencka inicjatywa „to jeden z elementów rozpoczynającej się dyskusji”, wyraził jednak obawy co to treści samej ustawy, stwierdzając, że „niemożliwym jest w 100 procentach medycznie określić »wady prowadzącej bezpośrednio do śmierci dziecka«”. Działacze i organizacje opowiadające się za restrykcyjnym prawem aborcyjnym negatywnie oceniły inicjatywę prezydenta. W sondażu United Serveys, przeprowadzonym na zlecenie „Dziennika Gazety Prawnej” oraz RMF FM, 60,7% respondentów opowiedziało się przeciwko propozycji Andrzeja Dudy, poparło ją zaś 29,8% badanych.

## Ocena i krytyka
Wobec nieformalnych liderek protestów (tj. Marty Lempart oraz Klementyny Suchanow) pojawiło się wiele krytycznych głosów ze strony osób wspierających wystąpienia, przede wszystkim ze strony środowisk lewicowych. Zarzucały one aktywistkom m.in. brak zrozumienia faktycznych problemów kobiet w Polsce, zawłaszczenie Ogólnopolskiego Strajku Kobiet dla własnego interesu, brak szacunku wobec osób o niższym statusie społecznym, ignorowanie faktycznej pracy innych aktywistek na rzecz strajku, angażowanie w kierowanie protestami osób zupełnie niezwiązanych z walką na rzecz praw kobiet czy podejmowanie próby przekształcenia strajku w protesty opozycyjne związane ze środowiskiem Koalicji Obywatelskiej i Komitetu Obrony Demokracji.
Jak zauważa Marcin Wyrwał z Onet.pl brak bezpośrednich efektów protestów spowodowany był m.in. przyjęciem złej strategii działania. Porównuje je on do tych, które miały miejsce na Białorusi. Według niego, władze zastosowały tam metodę „na przeczekanie”, czyli ograniczenie reakcji na wystąpienia do maksimum, aż do momentu ich stopniowego samoistnego wygaszenia. Dziennikarz stwierdza, że liderki protestu nie wykorzystały jego potencjału w odpowiednim momencie.

## Opinia publiczna
| Jak oceniasz decyzję TK w sprawie aborcji? | 26–27 X 2020, Kantar | 27 X, IBRiS | 27–28 X 2020, SW Research | 29–30 X 2020, Estymator |
| ------------------------------------------ | -------------------- | ----------- | ------------------------- | ----------------------- |
| Popieram                                   | 13%                  | 24,9%       | 13,2%                     | 21,1%                   |
| Nie popieram                               | 73%                  | 65,9%       | 70,7%                     | 78,9%                   |

| Czy popierasz protesty na ulicach polskich miast? | 27–28 X 2020, Pollster | 29–30 X 2020, Estymator | 30 X 2020, Kantar | 6–12 XI 2020, Kantar | 7 II 2021, SW Research | 23 II 2021, Kantar |
| ------------------------------------------------- | ---------------------- | ----------------------- | ----------------- | -------------------- | ---------------------- | ------------------ |
| Tak                                               | 64%                    | 56,1%                   | 54%               | 70%                  | 63,7%                  | 61%                |
| Nie                                               | 33%                    | 38%                     | 43%               | 25%                  | 24%                    | 30%                |
| Nie wiem/Nie mam zdania                           | 3%                     | 5,9%                    | 3%                | 5%                   | 12,3%                  | 9%                 |

| Czy w obecnej sytuacji epidemicznej protesty powinny trwać na ulicach polskich miast?                                          | 2 XI 2020, IBRiS | 2 XI 2020, IBRiS | 2 XI 2020, IBRiS | 2 XI 2020, IBRiS | 2 XI 2020, IBRiS | 2 XI 2020, IBRiS | 2 XI 2020, IBRiS                    |
| Czy w obecnej sytuacji epidemicznej protesty powinny trwać na ulicach polskich miast?                                          | Wszyscy          | Według płci      | Według płci      | Według wieku     | Według wieku     | Według religii   | Według religii                      |
| Czy w obecnej sytuacji epidemicznej protesty powinny trwać na ulicach polskich miast?                                          | Wszyscy          | Mężczyźni        | Kobiety          | 60–69 lat        | >70 lat          | Katolicyzm       | Katolicyzm                          |
| Czy w obecnej sytuacji epidemicznej protesty powinny trwać na ulicach polskich miast?                                          | Wszyscy          | Mężczyźni        | Kobiety          | 60–69 lat        | >70 lat          | Wszyscy wierni   | „Regularnie odwiedzający świątynię” |
| --- | ---------------- | ---------------- | ---------------- | ---------------- | ---------------- | ---------------- | ----------------------------------- |
| Tak | 60,5%            | 63%              | 58%              | 42%*             | 60%              | 55%              | 51%*                                |
| Nie | 32,4%            | 37%              | 42%              | 58%              | 30%              | 45%              | 49%                                 |
| Nie wiem/Nie mam zdania | 7%               | 37%              | 42%              | 42%*             | 10%              | 45%              | 51%*                                |
| „*” oznacza, że dany procent ukazuje połączenie procentu ankietowanych odpowiadających na „Tak” i na „Nie wiem/Nie mam zdania” |                  |                  |                  |                  |                  |                  |                                     |

| Czy w obecnej sytuacji epidemicznej protesty powinny trwać na ulicach polskich miast? | 30 X 2020, Kantar | 30 X 2020, Kantar      | 2 XI 2020, IBRiS       | 2 XI 2020, IBRiS      | 2 XI 2020, IBRiS | 2 XI 2020, IBRiS |
| Czy w obecnej sytuacji epidemicznej protesty powinny trwać na ulicach polskich miast? | Opozycja          | Prawo i Sprawiedliwość | Prawo i Sprawiedliwość | Platforma Obywatelska | Lewica           | Konfederacja     |
| ------------------------------------------------------------------------------------- | ----------------- | ---------------------- | ---------------------- | --------------------- | ---------------- | ---------------- |
| Tak                                                                                   | >80%              | 8%                     | 14%                    | 86%                   | 69%              | 81%              |
| Nie                                                                                   | <20%              | 92%                    | 86%                    | 14%                   | 31%              | 19%              |
| Nie wiem/Nie mam zdania                                                               | <20%              | 92%                    | 86%                    | 14%                   | 31%              | 19%              |

| Kto ponosi odpowiedzialność za konflikt ws. aborcji? | 3–4 XI 2020, SW Research |
| ---------------------------------------------------- | ------------------------ |
| Rząd                                                 | 52,1%                    |
| Wszystkie strony konfliktu                           | 13,4%                    |
| Trybunał Konstytucyjny                               | 11,7%                    |
| Opozycja                                             | 7,1%                     |
| Protestujący                                         | 6,4%                     |
| Nie mam zdania                                       | 9,3%                     |

| Jak powinien zakończyć się spór o ustawę aborcyjną?          | 3–4 XI 2020, SW Research |
| ------------------------------------------------------------ | ------------------------ |
| „Należy powrócić do kompromisu aborcyjnego sprzed wyroku TK” | 36,4%                    |
| „O rozstrzygnięcie sporu należy zapytać w referendum”        | 23,1%                    |
| „Ustawa ws. aborcji powinna zostać zliberalizowana”          | 22,3%                    |
| „Wyrok TK powinien zostać zrealizowany”                      | 6,4%                     |
| Nie mam zdania                                               | 11,8%                    |

| Po wyroku TK dostęp do aborcji powinien:                            | 5 II 2021, United Surveys |
| ------------------------------------------------------------------- | ------------------------- |
| Zostać ułatwiony także w innych sytuacjach, niż było przed wyrokiem | 40,8%                     |
| Zostać przywrócony do stanu sprzed wyroku TK                        | 31,8%                     |
| Pozostać bez zmian                                                  | 15,2%                     |
| Zostać ograniczony                                                  | 3,7%                      |
| Trudno powiedzieć                                                   | 8,5%                      |

## Skutki polityczno-prawne
Po wyroku pojawiły się apele o zaniechanie publikacji wyroku TK w Dzienniku Ustaw; rozwiązanie takie poparł m.in. prof. Andrzej Zoll. Rządowe Centrum Legislacji wyznaczyło 2 listopada jako datę publikacji, jednak nie opublikowało orzeczenia w ustalonym terminie. Ostatecznie wyrok TK został opublikowany w Dzienniku Ustaw 27 stycznia 2021.
Władysław Kosiniak-Kamysz zaproponował zapisanie dotychczasowych przepisów aborcyjnych w Konstytucji.
2 listopada 2020 Ministerstwo Edukacji Narodowej wydało oświadczenie, w którym poinformowało o konsekwencjach wobec nauczycieli, którzy zachęcali uczniów do udziału w protestach.
Europejski Trybunał Praw Człowieka w wyroku z 14 grudnia 2023 stwierdził naruszenie prawa do życia prywatnego i rodzinnego (art. 8 EKPC) skarżącej, której zaplanowany zabieg przerwania ciąży został odwołany z powodu wejścia w życie wyroku TK wydanego w nieprawidłowym składzie.
Związany z protestami spadek poparcia dla PiS wskazuje się jako przyczynę nieuzyskania większości sejmowej przez tę partię w wyborach parlamentarnych, które odbyły się trzy lata później.

## Odniesienia w kulturze
W grudniu 2020 ukazał się album Kobiety delikatne jak bomby Michała Sosny ze zdjęciami z protestów przeciw zaostrzeniu prawa aborcyjnego.